# Умершие в марте 2021 года
Это список известных людей, соответствующих установленным критериям значимости (см. Википедия:Критерии значимости персоналий), умерших в марте 2021 года.
Причина смерти указывается лишь в исключительных случаях (убийство, самоубийство, гибель в результате военных действий, смертная казнь, ДТП или несчастные случаи). В остальных случаях — не указывается.

## 31 марта

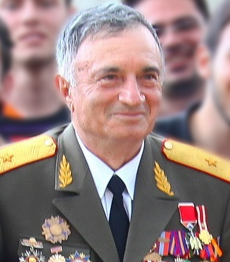
Аркадий Тер-Тадевосян

- Акаябе, Жуан (76) — бразильский актёр[1].
- Аль-Ганзури, Камаль (88) — египетский государственный деятель, премьер-министр Египта (1996—1999, 2011—2012)[2].
- Бежански, Димитр (67) — болгарский писатель-сатирик[3].
- Валиханов, Шот-Аман Идрисович (88) — советский и казахстанский архитектор и скульптор, автор государственного герба Республики Казахстан[4].
- Виденов, Михаил Георгиев (80) — болгарский языковед, академик БАН (2008)[5].
- Высочанская-Штросова, Ядвига (93) — чешская оперная певица (драматическое сопрано), солистка Пражской национальной оперы[6].
- Гольман, Владимир Михайлович (87) — российский строитель, бизнесмен, президент Санкт-Петербургского Союза строительных компаний «Союзпетрострой»[7].
- Дзуккерини, Стефано (67) — итальянский политический деятель, член Сената Италии (2006—2008)[8].
- Дьячков, Сергей Германович (74) — российский журналист, участник инвалидного движения[9].
- Ильин, Виктор Михайлович (85) — советский и российский врач, народный врач СССР (1978)[10].
- Клайн, Иван (84) — сербский языковед, действительный член Сербской академии наук и искусств (2003)[11].
- Ли Цзинвэнь (88) — китайский экономист, учёный в области менеджмента, иностранный член РАН (1994)[12].
- Питтс, Валери[англ.] (83) — британская телеведущая[13].
- Сераковская, Изабелла[пол.] (75) — польский политический деятель, филолог, педагог[14].
- Сюй Шуйдэ (89) — тайваньский политический деятель, министр внутренних дел Тайваня[15].
- Тер-Тадевосян, Аркадий Иванович (81) — армянский военный деятель, генерал-майор[16]
- Хадивиното (72) — индонезийский принц, младший брат султана Хаменгкубувоно X[17].
- Эркомаишвили, Анзор Давидович (80) — советский и грузинский композитор и фольклорист, основатель вокального ансамбля «Рустави», депутат парламента Грузии[18].

## 30 марта
- Албарян, Назар Саркисович (77) — советский борец вольного стиля, чемпион СССР (1967)[19].
- Бурлес, Жан[фр.] (90) — французский профессиональный велогонщик[20].
- Дела Фуэнта, Клэр (62) — филиппинская эстрадная певица[21].
- Иванов, Игорь Васильевич (83) — историк почвоведения[22].
- Коробко, Николай Иванович (84) — украинский политический деятель, депутат Верховной рады (1990—1994)[23].
- Куэста, Хосефина[исп.] (74) — испанский историк, профессор истории Саламанкского университета[24].
- Лельевр, Ги[фр.] (69) — канадский политик и юрист[25].
- Лидди, Гордон (90) — американский деятель разведки, сотрудник ФБР, участник Уотергейта[26]</ref>.
- Садыков, Магомед Садыкович (67) — лезгинский писатель[27].
- Семушев, Владимир Витальевич (72) — заслуженный тренер СССР по плаванию[28].
- Серый, Александр Дмитриевич (58) — украинский продюсер[источник не указан 1080 дней]
- Синяченко, Олег Владимирович (71) — украинский терапевт, член-корреспондент НАМНУ (2002), заслуженный деятель науки и техники Украины (2011)[29].
- Устименко, Юрий Сергеевич (?) — украинский пианист, заслуженный работник культуры Украины[30].
- Филиппелли, Жерар (78) — французский киноактёр, музыкант и композитор[31].
- Чернин, Вячеслав Васильевич (86) — гастроэнтеролог, доктор медицинских наук (1969), профессор кафедры факультетской терапии ТверьГМУ, заслуженный врач Российской Федерации (1996)[32].

## 29 марта

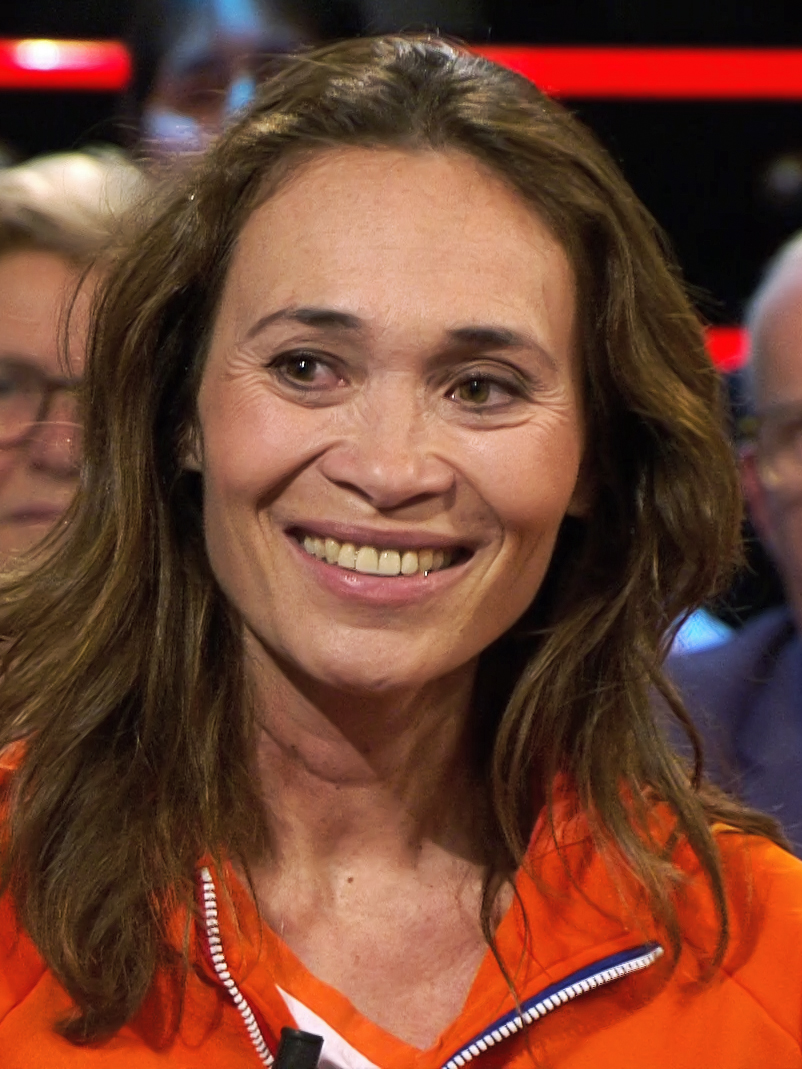
Бибиан Ментель

- Андросенко, Татьяна Филипповна (74) — главный редактор детского журнала «Мурзилка» (1985—2021)[33].
- Бродзкий, Константин (96) — бельгийский архитектор[34].
- Бурдо, Майкл (87) — каноник Англиканской церкви, британский правозащитник. Основатель и первый руководитель Кестонского института[35].
- Виаджо, Серхио (75) — аргентинский писатель и переводчик[36].
- Елич, Добрашин (75) — черногорский писатель[37].
- Зарецкий, Александр Вячеславович (53) — российский музыкант, основатель и участник группы «Старый приятель»[38].
- Йоксимович, Александар (87) — югославский модельер[39].
- Ментель, Бибиан (48) — нидерландская пара-сноубордистка, трёхкратная чемпионка Паралимпийских зимних игр, пятикратная чемпионка мира[40]
- Пак Кён Хо (91) — южнокорейский футболист, игравший в национальной сборной[41].
- Петровски, Траян (82) — югославский и сербский дипломат и писатель[42].
- Синдаловский, Наум Александрович (85) — писатель-историк и краевед[43].
- Фино, Башким (58) — албанский государственный деятель, премьер-министр Албании (1997)[44].

## 28 марта

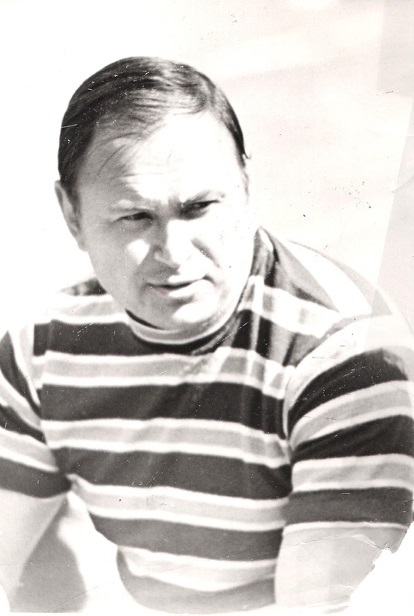
Борис Зенов

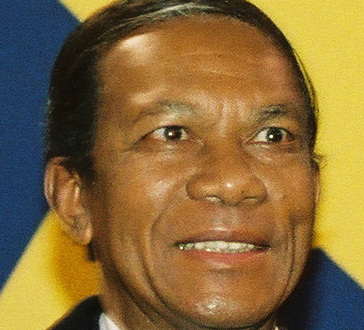
Дидье Рацирака

- Бучек, Ольгерд (89) — польский эстрадный певец[45].
- Данкан, Джозеф (58) — американский серийный убийца[46].
- Дубовик, Ольга Леонидовна (71) — советский и российский правовед, доктор юридических наук, профессор, специалист в области экологического права[47].
- Жернакова, Нина Тихоновна (87) — российская актриса кино и телевидения[48].
- Зенов, Борис Дмитриевич (82) — советский тренер по плаванию, заслуженный тренер СССР[49].
- Зимак, Рышард (74) — польский дирижёр и педагог, ректор Музыкального университета имени Фредерика Шопена (2012—2016)[50].
- Киселёв, Анатолий Евгеньевич (65) — российский поэт[51].
- Колалуччи, Джанлуиджи (92) — итальянский художник, реставратор Сикстинской капеллы[52].
- Лю Гайцзи (66) — гонконгский киноактёр[53].
- Малколм, Сесил (84) — американский и британский джазовый музыкант и музыкальный продюсер[54].
- Нойвирт, Ронен (50) — израильский раввин, основатель организации Бейт-Гилель[55].
- Рацирака, Дидье (84) — мадагаскарский государственный деятель, президент Мадагаскара (1975—1993, 1997—2002)[56].
- Сахаров, Александр Иванович (70) — советский и российский журналист, главный редактор газеты «Правда Севера» (2001—2009), заслуженный работник культуры Российской Федерации (2006)[57].
- Симирад, Константин (79) — румынский государственный деятель и дипломат, мэр города Яссы (1992—2003), посол Румынии на Кубе (2003—2006)[58].
- Шакарян, Юрий Гевондович (87) — учёный в области электроэнергетических систем, доктор технических наук, профессор, заслуженный деятель науки Российской Федерации (2006)[59].
- Шурыгин, Виктор Павлович (70) — российский балалаечник, заслуженный артист Российской Федерации (2007)[60].
- Янковский, Анатолий Андреевич (?) — украинский музейный деятель, директор Харьковского исторического музея (1998—2003)[61].

## 27 марта

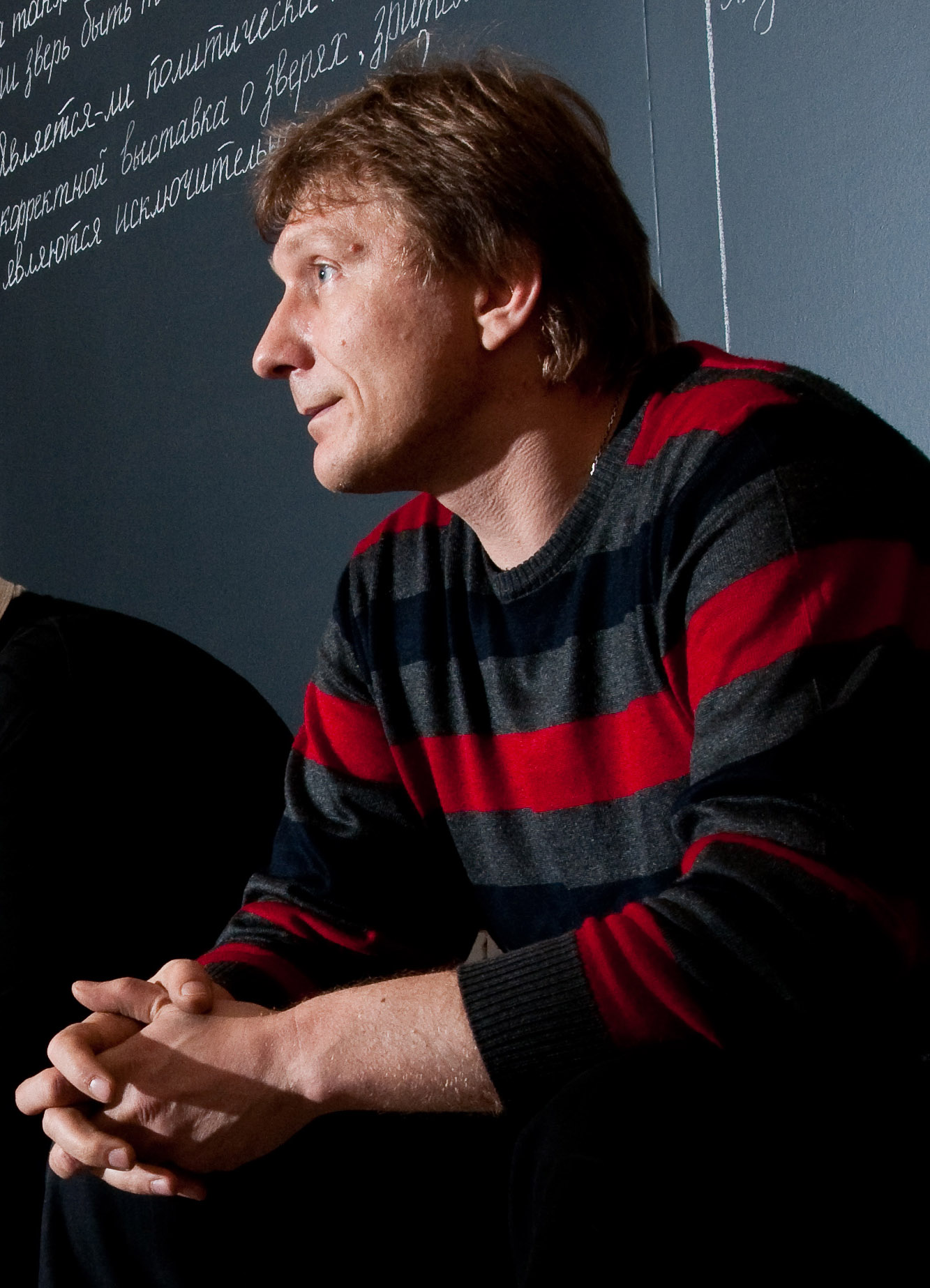
Алексей Курипко

- Быханов, Фёдор Иванович (63) — советский и российский писатель и журналист[62].
- Венедиктов, Дмитрий Дмитриевич (91) — советский и российский организатор здравоохранения, член-корреспондент РАМН (1997—2014), член-корреспондент РАН (2014)[63].
- Джайлз, Патрисия (88) — новозеландская художница[64].
- Евтеев, Александр Николаевич (68) — российский военачальник, генерал-лейтенант (2004)[65].
- Жолдасбаев, Сайден (84) — советский и казахстанский археолог[66].
- Золотов, Виталий Арсентьевич (86) — чувашский писатель и краевед[67].
- Келлнер, Петр (56) — чешский бизнесмен, основатель компании PPF; крушение вертолёта[68].
- Курипко, Алексей Алексеевич (60) — российский художник[69].
- Мынэскуртэ, Иоан (67) — молдавский писатель[70].
- Пессони, Одирлей (38) — бразильский бобслеист, участник зимних Олимпийских игр 2014 года в Сочи и 2018 года в Пхёнчхане; несчастный случай[71].
- Петров, Борис Михайлович (86) — доктор технических наук (1975), профессор кафедры антенн и радиопередающих устройств ТРТИ (1976), заслуженный деятель науки и техники Российской Федерации[72].
- Премильский, Феликс Григорьевич (86) — советский и российский тренер по вольной борьбе и спортивный комментатор, заслуженный тренер РСФСР[73].
- Рахман, Махбубур (81) — бангладешский государственный деятель, министр образования Народной Республики Бангладеш (1986—1988)[74].
- Рошка, Родион (67) — румынский рок-музыкант[75].
- Се Юйюань (96) — китайский химик медицины, член Китайской академии наук (1991)[76].
- Хамиани, Реда (76) — алжирский государственный деятель, министр малого и среднего бизнеса[77].

## 26 марта

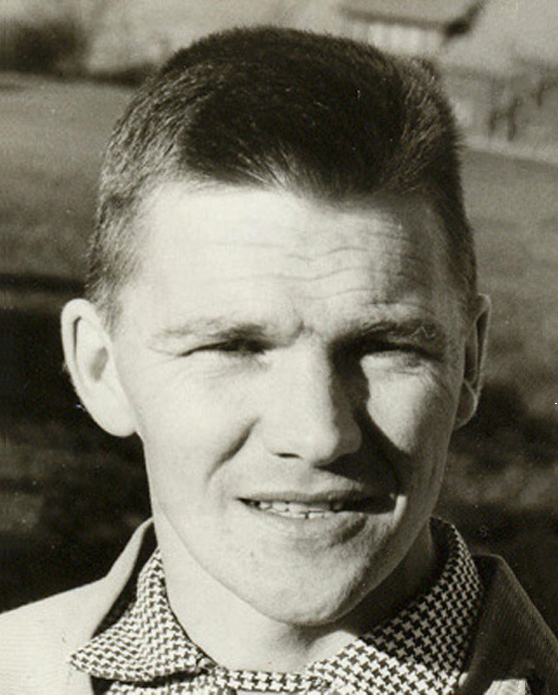
Леннарт Ларссон

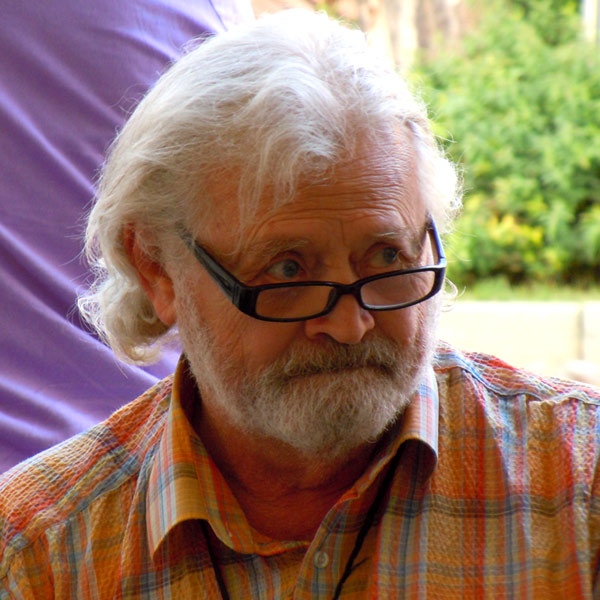
Пауль Полански

- Алексеев, Никита Феликсович (68) — российский художник, участник группы «Коллективные действия», основатель движения АПТАРТ[78].
- Багров, Леонид Васильевич (89) — министр речного флота РСФСР (1978—1990)[79]</ref>.
- Ванча, Илья (72) — молдавский государственный деятель, министр образования Республики Молдова (2000—2002)[80].
- Вейзенбек, Косье (72) — нидерландская скрипачка и музыкальный педагог[81].
- Вировец, Вячеслав Гаврилович (84) — советский и украинский агроном, селекционер в области коноплеводства, доктор сельскохозяйственных наук (1992), профессор (2000)[82].
- Гайнович, Франтишек (?) — словацкий государственный деятель, министр финансов Словакии (2002)[83].
- Горлов, Олег Васильевич (60) — российский поэт, автор первого Устава города Твери[84].
- Джоши, Набиндра Радж (57) — непальский государственный деятель, министр индустрии Непала (2016—2017)[85].
- Земцов, Юрий Петрович (93) — советский хозяйственный деятель[86].
- Катанга, Корнелия (63) — румынская эстрадная певица[87].
- Криворучко, Орест Иванович (78) — украинский живописец и график, заслуженный художник Украины (2005)[88].
- Лавалле, Кароль (67) — канадский политик, депутат Палаты общин Канады (2004—2011)[89].
- Ларссон, Леннарт (91) — шведский лыжник, бронзовый призёр зимних Олимпийских игр в Кортина-д’Ампеццо (1956), чемпион мира (1958)[90].
- Мойн, Хасеена (79) — пакистанская киносценаристка[91].
- Мороз, Борис Борисович (92) — учёный в области патофизиологии и радиобиологии, академик АМН СССР/РАМН (1988—2013), академик РАН (2013)[92].
- Николов, Тодор Георгиев (90) — болгарский палеонтолог, действительный член Болгарской академии наук (1997)[93].
- Полански, Пауль (79) — американский писатель, борец за права цыган в Восточной Европе и на Балканах[94].
- Уроженко, Ольга Алексеевна (77) — историк и теоретик искусства, доцент кафедры истории искусств и музееведения Уральского федерального университета[95].
- Хаппе, Урсула (94) — немецкая пловчиха, чемпионка летних Олимпийских игр в Мельбурне (1956)[96].
- Хартман, Пит (98) — нидерландский кристаллограф, член Королевской академии наук и искусств Нидерландов (1982)[97].
- Чэнь Шаньцзюн (103) — китайский микробиолог, член Китайской академии наук (1990)[98].
- Шепель, Владимир Николаевич (73) — казахстанский государственный деятель, начальник Канцелярии Президента Казахстана (1991—1995)[99].
- Элбек, Стэн (89) — американский баскетбольный тренер[100].

## 25 марта

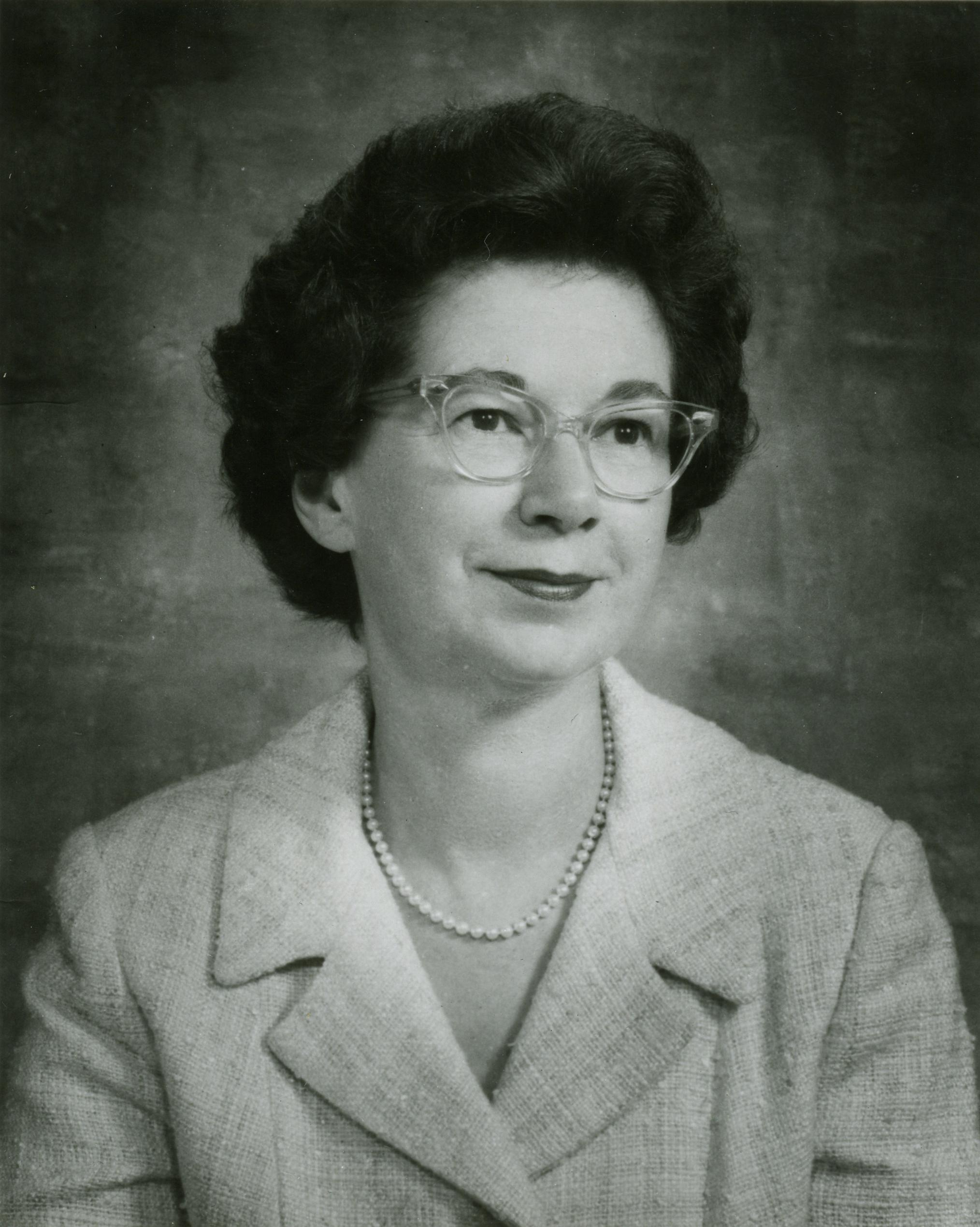
Беверли Клири

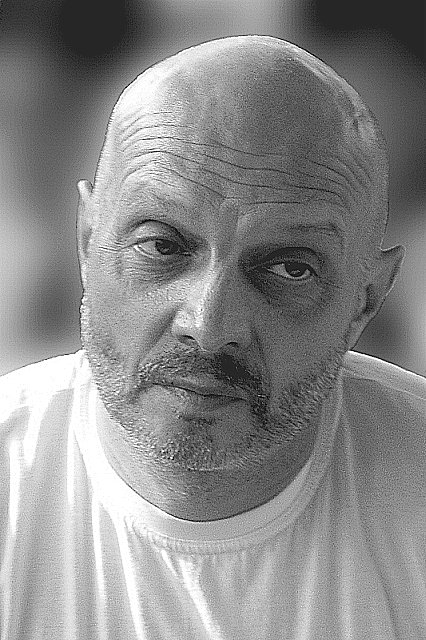
Александр Липницкий

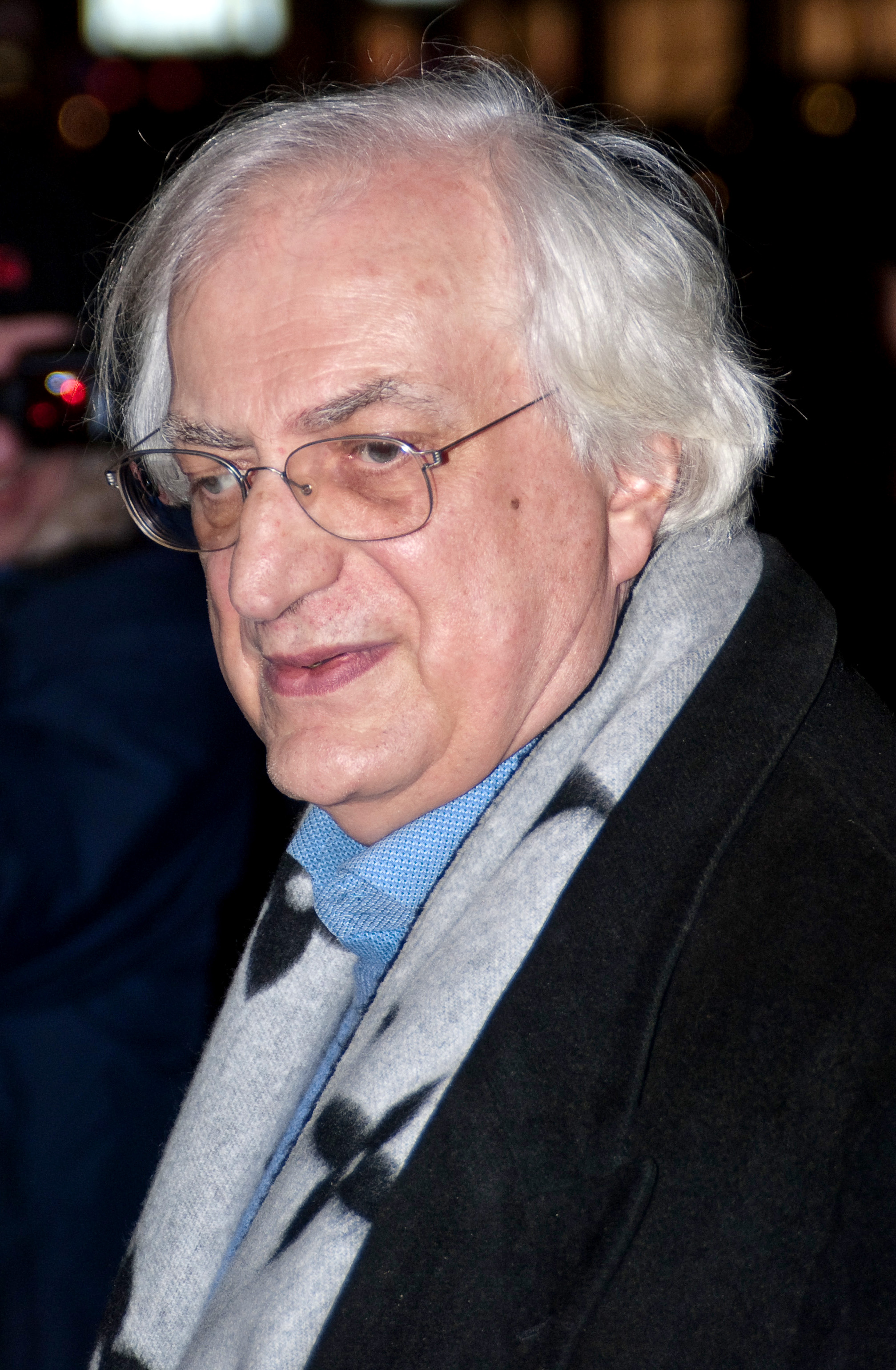
Бертран Тавернье

- Боричи, Артан (55) — албанский физик, академик АНА (2020)[101].
- Брок, Билл (90) — американский государственный деятель, министр труда США (1985—1987)[102].
- Вашкевич, Ян[пол.] (76) — польский политик[103].
- Гоменюк, Иван Артёмович (77) — депутат Верховной рады (1990—1994)[104].
- Жвания, Лиана Дмитриевна (71) — советская и российская актриса, артистка Санкт-Петербургского ТЮЗа (с 1972), заслуженная артистка РСФСР (1991)[105].
- Клири, Беверли (104) — американская детская писательница[106].
- Липницкий, Александр Давидович (68) — советский и российский культуролог, режиссёр, телеведущий, журналист и музыкант группы «Звуки Му»; несчастный случай[107].
- Макмертри, Ларри (84) — американский киносценарист[108].
- Марсина, Рихард (97) — словацкий историк[109].
- Марьяш-Брзич, Эржебет-Эрика (79) — сербская балерина и хореограф[110].
- Рухляда, Николай Васильевич (73) — военный врач, основатель российской научной школы военно-морских хирургов, заслуженный деятель науки Российской Федерации, заслуженный врач Российской Федерации, доктор медицинских наук, полковник медицинской службы[111].
- Суюнов, Назар Тойлиевич (84) — советский и туркменский государственный и хозяйственный деятель, заместитель Председателя кабинета министров Туркменистана (1992—1994)[112].
- Тавернье, Бертран (79) — французский кинорежиссёр и сценарист[113].
- Таушан, Томислав (83) — сербский футболист и тренер[114].
- Тишлер, Миха (94) — словенский химик[115].
- Хамид, Сьярван (77) — индонезийский государственный деятель, министр внутренних дел Индонезии (1998—1999)[116].
- Юрич, Иван (88) — хорватский писатель и литературовед[117].
- Юртов, Евгений Васильевич (73) — заведующий кафедрой наноматериалов и нанотехнологий РХТУ (с 2003), член-корреспондент РАН (2000)[118].

## 24 марта

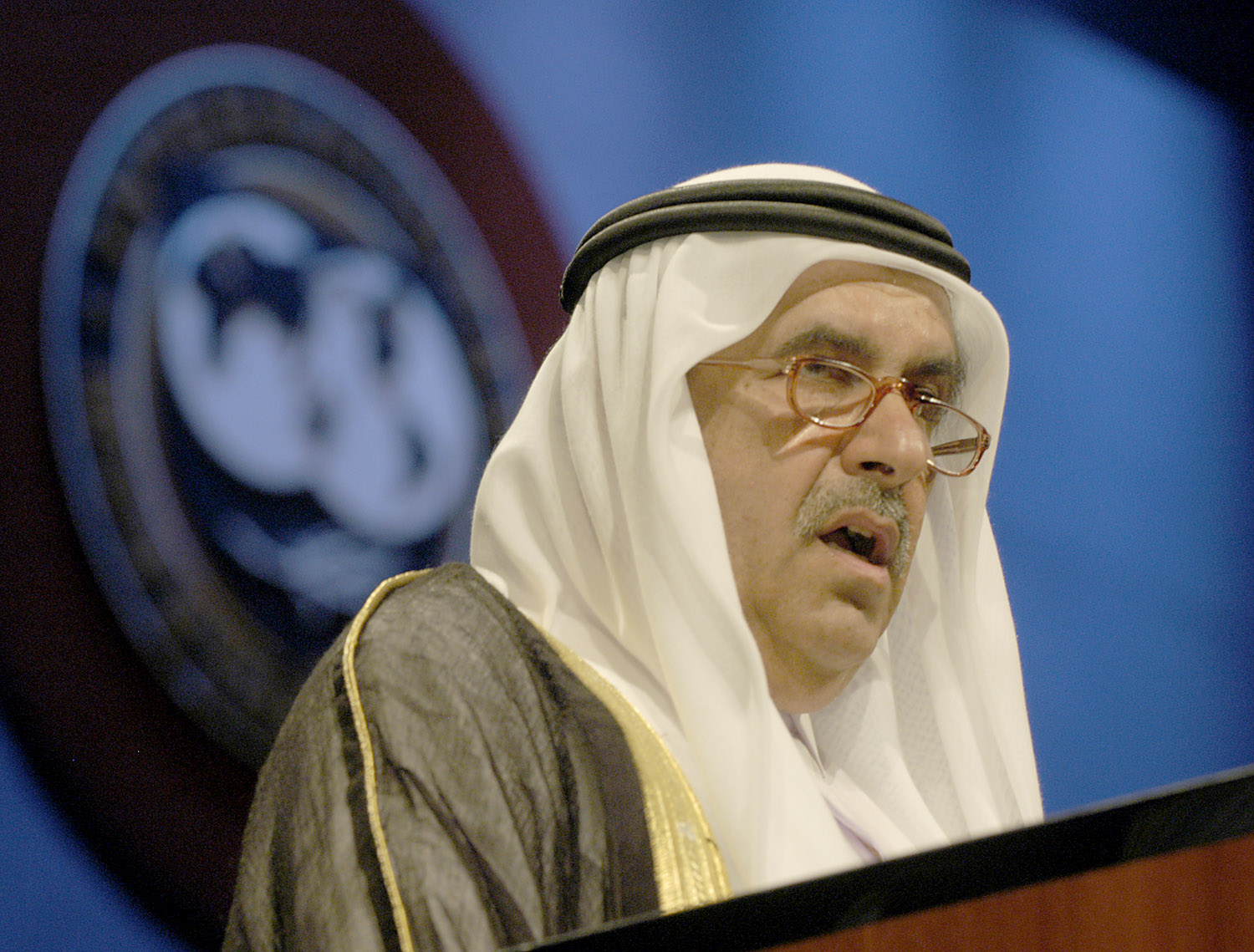
Хамдан ибн Рашид Аль Мактум

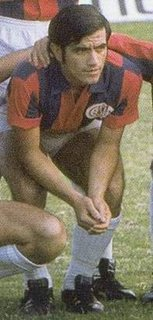
Энрике Часаррета

- Аль-Верфалли, Махмуд (42/43) — ливийский военный; убит[119].
- Анджелич, Александар (80) — югославский хоккеист, югославский и сербский хоккейный тренер[120].
- Берзиньш, Улдис (76) — латышский поэт и переводчик[121].
- Велиславлевич, Власта (94) — сербский актёр[122].
- Грант, Крейг[англ.] (52) — американский киноактёр и поэт[123].
- Дибияев, Шими Мигирович (92) — советский и российский общественный деятель, председатель Совета иудейских общин Республики Дагестан[124].
- Кога, Тосихико (53) — японский дзюдоист, чемпион летних Олимпийских игр в Барселоне (1992)[125].
- Липа, Ежи Юзефат (88) — польский энтомолог, иностранный член РАСХН (1997—2014), иностранный член РАН (2014)[126].
- Морщенко, Зинаида Герасимовна (86) — советский передовик промышленного производства, сушильщица шпона производственного объединения «Бобруйскдрев», полный кавалер ордена Трудовой Славы (1986)[источник не указан 1399 дней]
- Ньюмен, Эзра (91) — американский физик, член Американского физического общества (1972)[127].
- Плейджер, Боб (78) — канадский хоккеист и тренер; ДТП[128].
- Поярков, Пётр Спиридонович (89) — советский украинский организатор промышленного производства, директор Первомайского межрайонного производственного объединения автомобильного транспорта № 14665 (1974—1993)[129].
- Пятницкий, Лев Николаевич (90) — доктор физико-математических наук, профессор, сотрудник ОИВТ РАН, заслуженный деятель науки Российской Федерации (2001)[130].
- Уолтер, Джессика (80) — американская актриса[131].
- Хамдан ибн Рашид Аль Мактум (75) — государственный деятель Объединённых Арабских Эмиратов, министр финансов (с 1971)[132].
- Часаррета, Энрике (73) — аргентинский футболист, участник чемпионата мира в Германии (1974) в составе национальной сборной[133].
- Шепета, Иван Иванович (65) — российский поэт[134].
- Янакиев, Ян (94) — советский киноактёр[135].

## 23 марта

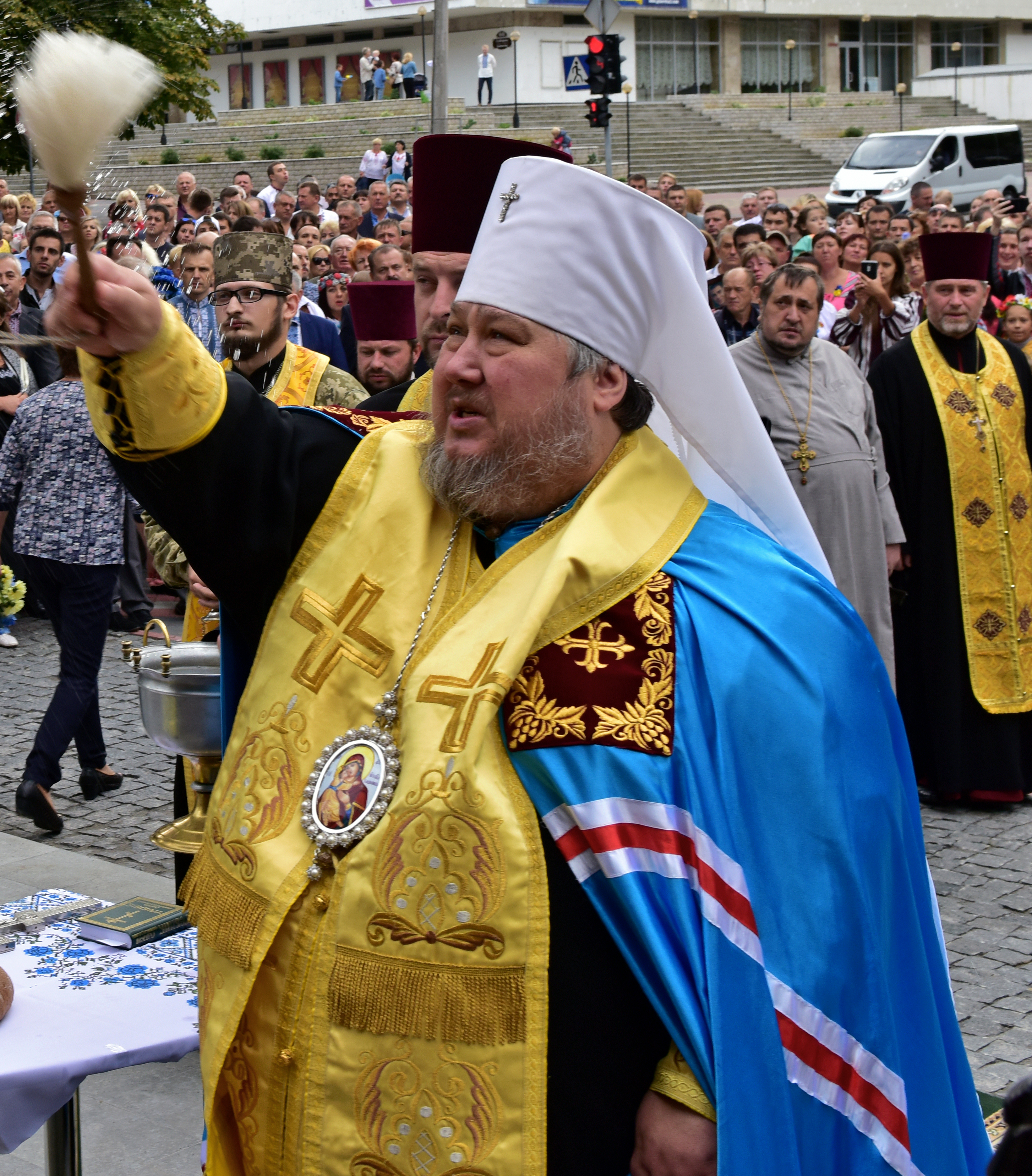
Антоний

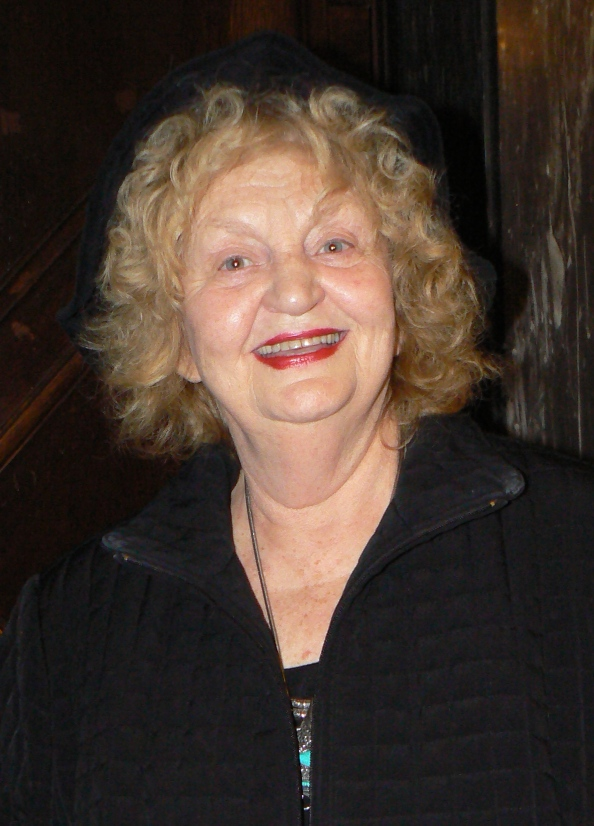
Татяна Лолова

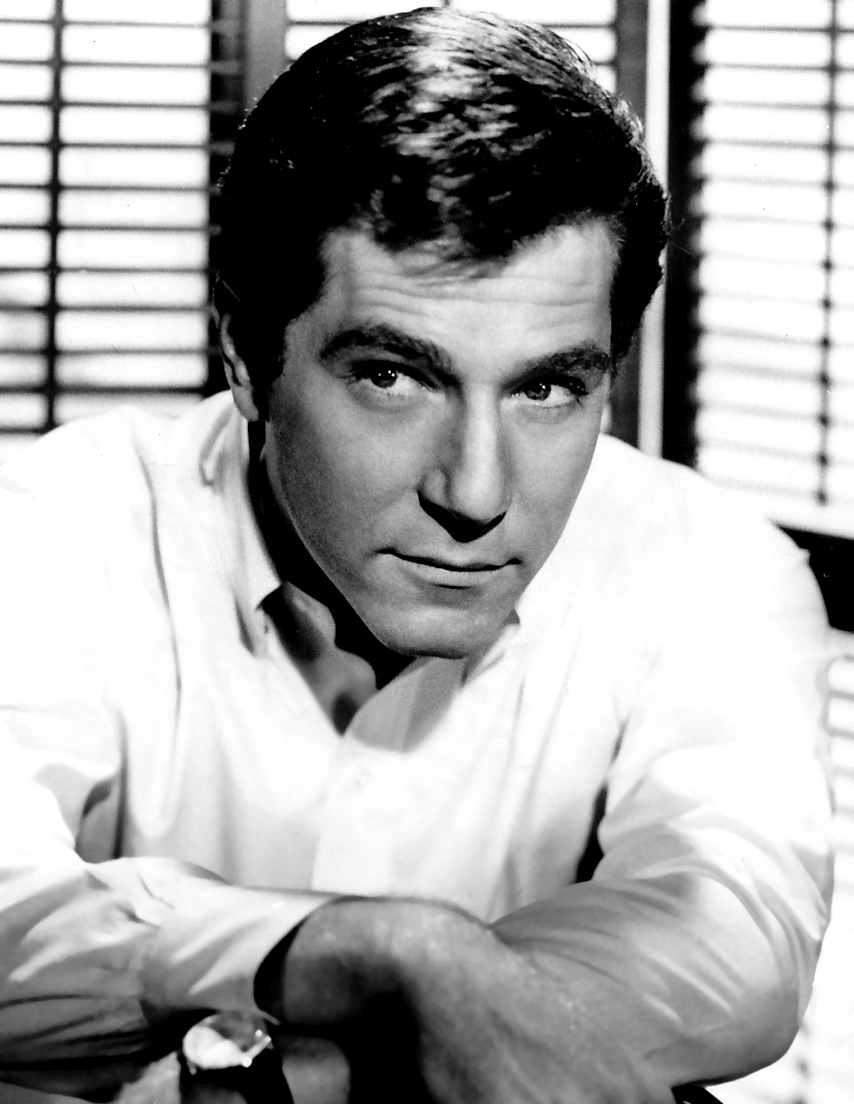
Джордж Сигал

- Акопян, Акоп Рафикович (58) — депутат Парламента Армении (1999—2007)[136].
- Антоний (Махота) (54) — иерарх Православной церкви Украины, митрополит Хмельницкий и Каменец-Подольский[137].
- Вейга да Силва, Убиражара (66) — бразильский футболист и тренер[138].
- Врклян, Ирена (90) — хорватская писательница и переводчица[139].
- Гегерова, Гана (89) — словацкая певица и актриса[140].
- Геттиер, Эдмунд (93) — американский философ и почетный профессор в Университете штата Массачусетс Амхерст[141].
- Гривз, Тони (78) — британский политический деятель, член Палаты лордов (c 2000)[142].
- Лолова, Татяна (87) — болгарская актриса[143].
- Меньшикова, Светлана Аркадьевна (74) — советская актриса[144].
- Морозов, Евгений Михайлович (92) — советский спортсмен и тренер по академической гребле, заслуженный тренер СССР (1969)[145].
- Помагальски, Жюли (40) — французская сноубордистка, чемпионка мира по сноуборд-кроссу (1999); несчастный случай[146].
- Сандитов, Дамба Сангадиевич (80) — советский и российский учёный в области физики твёрдых тел, доктор физико-математических наук (1987), профессор (1989), заслуженный деятель науки Российской Федерации (1998)[147].
- Сигал, Джордж (87) — американский актёр, двукратный лауреат премии «Золотой глобус»[148].
- Статуев, Андрей Васильевич (51) — советский и российский музыкант, аранжировщик, один из первых диджеев СССР (DJ Vasilich, DJ Василич)[149].
- Сулейманов, Кильдебай Сулейманович (78) — советский передовик сельского хозяйства, Герой Социалистического Труда (1973)[150].
- Хабаров, Всеволод Николаевич (67) — советский и российский актёр и каскадёр (тело обнаружено в этот день)[151]
- Хадзиев, Алан Олегович (31) — российский боец MMA, двукратный ЧМ по версии Международной федерации полноконтактного боя (IF FCF-MMA); убийство в ходе драки[152][153],.
- Харин, Павел Алексеевич (60) — российский театральный актёр и режиссёр, артист новосибирского театра «Глобус», заслуженный артист Российской Федерации (1996)[154].
- Харитонов, Арнольд Иннокентьевич (84) — советский и российский писатель, сценарист и публицист[155].

## 22 марта
- Борин, Борис Фёдорович (81) — советский и российский металлург[156].
- Бэйлор, Элджин (86) — американский профессиональный баскетболист[157].
- Викулов, Владимир Степанович (82) — советский и российский организатор промышленного производства, генеральный директор объединения «Братскгэсстрой» (1988—?), Герой Социалистического Труда (1990)[158].
- Глыбин, Александр Семёнович (95) — русский поэт[159].
- Дамфриз, Джонни (62) — британский автогонщик[160].
- Именгер, Барнабас (49) — нигерийский футболист[161].
- Колела, Ги (61) — конголезский политический деятель, депутат Национального собрания (с 2007)[162].
- Костин, Николай Фёдорович (81) — украинский политический деятель, мэр Винницы (1991—1992)[163].
- Курбатова, Роза Алексеевна (92) — советский деятель пионерского и комсомольсткого движения[164]
- Курчиков, Аркадий Романович (67) — советский и российский геолог, директор Западно-Сибирского филиала Института нефтегазовой геологии и геофизики СО РАН, член-корреспондент РАН (2011)[165].
- Кучук-Яценко, Сергей Иванович (90) — учёный в сфере сварки металлов давлением, академик АН УССР/НАНУ (1988)[166].
- Маргелов, Виталий Васильевич (79) — советский и российский разведчик, заместитель директора СВР (1997—2003), генерал-полковник (2001)[167].
- Николов, Райко (95) — болгарский дипломат и публицист, постоянный представитель Болгарии при ООН, посол Болгарии в Югославии и Италии[168].
- Онанян, Глан Арменакович (88) — грузинский поэт[169].
- Сархади, Сагар (87) — индийский киносценарист и кинопродюсер[170].
- Убирия, Вахтанг Шалвович (70) — советский тяжелоатлет и украинский государственный деятель[171].
- Уортингтон, Фрэнк (72) — английский футболист, игравший в национальной сборной[172].
- Чампраг, Душан (96) — сербский энтомолог, действительный член Сербской академии наук и искусств (1998)[173].

## 21 марта
- Аш-Шами, Закария — йеменский политический деятель, министр транспорта Йемена[174].
- Баев, Игорь Александрович (80) — советский и российский экономист, доктор экономических наук (1991), профессор, заслуженный работник высшей школы РФ (1998)[175].
- Грищук, Валерий Павлович (68) — народный депутат СССР (1989—1991)[176].
- Джурич, Душан (64) — югославский футболист[177].
- Загаевский, Адам (75) — польский поэт, прозаик, эссеист[178].
- Камал, Трисутьи (84) — индонезийский композитор и пианистка[179].
- Кириллова, Ия Алексеевна (92/93) — советский художник[180].
- Кондратенко, Валерий Георгиевич (76) — советский и белорусский тренер по боксу, заслуженный тренер СССР (1988)[181].
- Макнайт, Роберт (83) — канадский хоккеист, серебряный призёр зимних Олимпийских игр в Скво-Вэлли (1960)[182].
- Монтенегру, Эдсон (63) — бразильский киноактёр[183].
- Наваль Эль Саадави (89) — египетская писательница-феминистка[184].
- Поликанов, Алексей Анатольевич (81) — советский футболист и футбольный судья, советский и российский футбольный тренер, чемпион СССР (1960) в составе клуба «Торпедо» (Москва), заслуженный тренер РСФСР[185].
- Смирнов, Юрий Алексеевич (85) — советский и российский музыкант и композитор[186].
- Тухтабаев, Худайберды (88) — советский и узбекский детский писатель[187].
- Швайгхёфер, Гётц (61) — немецкий театральный актёр[188].
- Штренц, Карин (53) — немецкая политическая деятельница, депутат Бундестага (с 2009)[189].
- Ярошевский, Ефим Яковлевич (86) — русский поэт и прозаик[190].
- Пулианос, Арис (96) — греческий антрополог[191].

## 20 марта

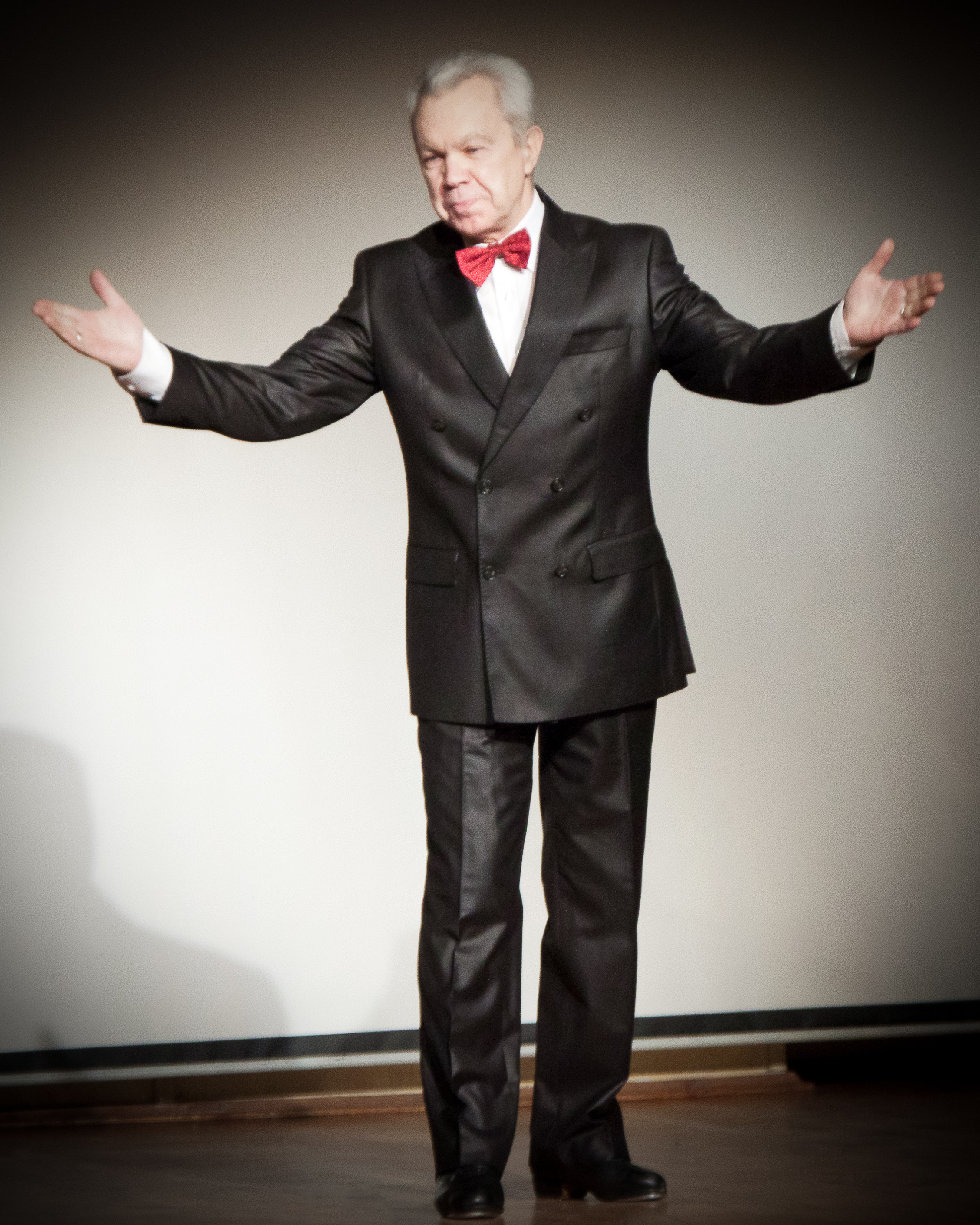
Владимир Кирсанов

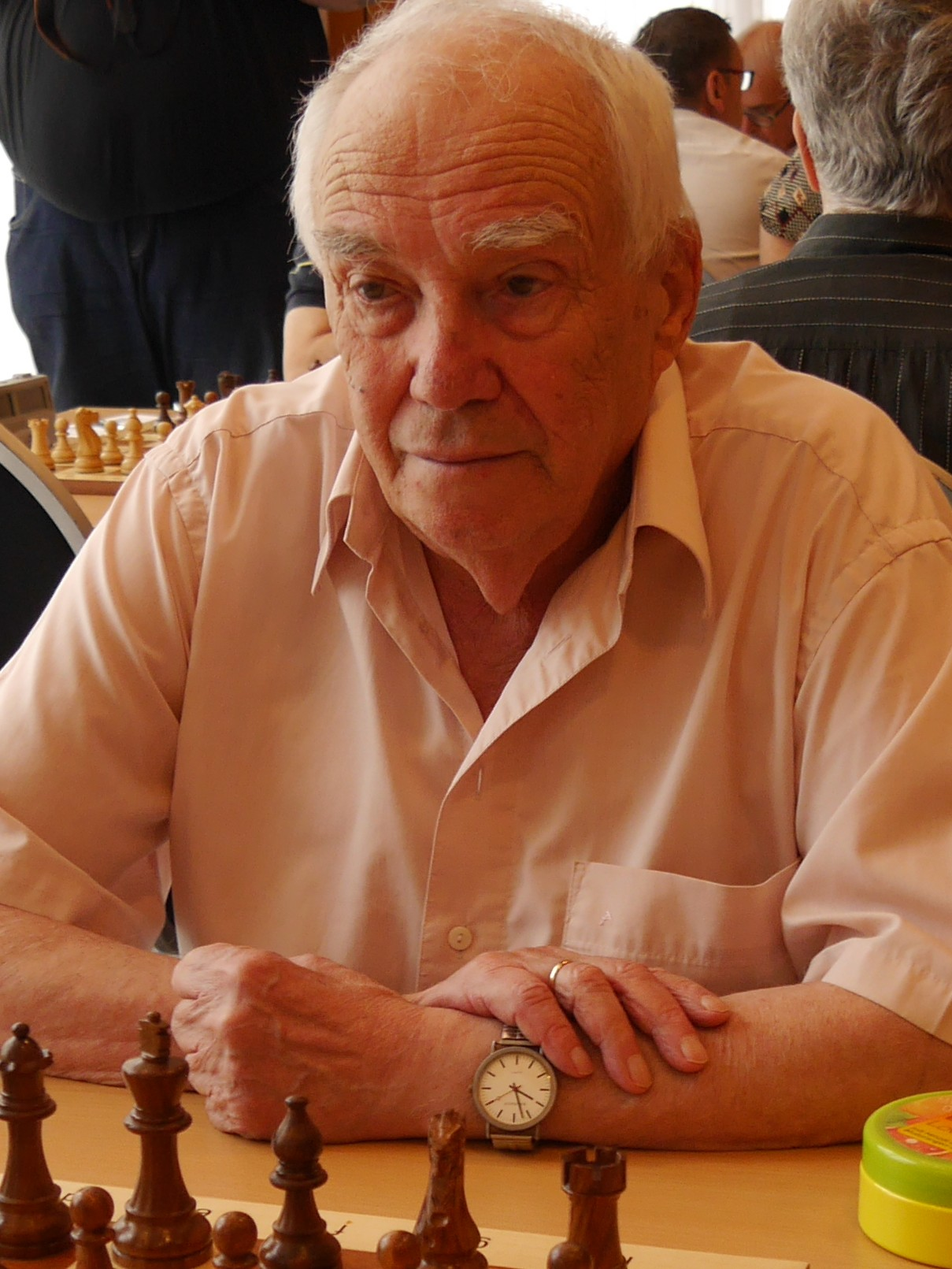
Ефим Ротштейн

- Блашку, Анатолий Иванович (76) — государственный деятель Приднестровской Молдавской Республики. Заместитель председателя правительства Приднестровской Молдавской Республики (1997—2000)[192].
- Вент, Дмитрий Павлович (76) — советский и российский учёный, доктор технических наук, профессор, ректор НИ РХТУ (1994—2012)[193].
- Гуртала, Милан (74) — чехословацкий спортсмен (академическая гребля), участник летних Олимпийских игр в Мехико (1968)[194].
- Ермаков, Семён Михайлович (96) — советский военный экономист и учёный, генерал-майор, кандидат экономических наук, профессор[195]</ref>.
- Загвязинский, Владимир Ильич (91) — советский и российский учёный, доктор педагогических наук, профессор, академик РАО (1992), заслуженный деятель науки Российской Федерации (1998)[196].
- Закарян, Сурен (64) — армянский композитор[197].
- Исмаил, Мохаммед (69) — марокканский кинорежиссёр[198].
- Кирсанов, Владимир Иванович (73) — советский и российский эстрадный танцовщик, хореограф и педагог, профессор ГИТИСа, заслуженный артист Российской Федерации (1995)[199].
- Копачка, Милан (88) — словацкий оперный певец (тенор)[200].
- Лингенфельтер, Ричард (86) — американский астрофизик и историк[201].
- Лоример, Питер (74) — шотландский футболист, игравший в национальной сборной[202].
- Мамедов, Рамиз Солтаналиевич (64) — советский и азербайджанский актёр, артист Азербайджанского театра музыкальной комедии, народный артист Азербайджана (2013)[203].
- Нгуен Хюи Тхьеп (70) — вьетнамский писатель[204].
- Нестеренко, Евгений Евгеньевич (83) — советский и российский оперный певец (бас), солист Большого театра (1971—2002), народный артист СССР (1976), Герой Социалистического Труда (1988)[205].
- Ротштейн, Ефим Бенционович (87) — советский, украинский и немецкий шахматист[206].
- Тугузбаева, Факия Хадыевна (71) — башкирская поэтесса[207].
- Хименес Монхе, Берналь (91) — коста-риканский политический деятель, министр экономики и финансов (1964—1965)[208].

## 19 марта
- Бараников, Анатолий Иванович (74) — российский учёный в области животноводства, доктор сельскохозяйственных наук, профессор, ректор Донского аграрного университета (2002—2013), заслуженный деятель науки Российской Федерации (2002)[209].
- Барбарен Гастелуменди, Луис Армандо (93) — перуанский католический епископ[210].
- Головко, Анатолий Иванович (66) — украинский промышленник и государственный деятель, министр промышленной политики Украины (2006—2007). Лауреат Государственной премии Украины в области науки и техники (1999).
- Губарь, Олег Иосифович (67) — украинский прозаик, журналист, поэт и автор книг по истории Одессы[211].
- Двинянинов, Арнольд Валентинович (83) — советский и российский передовик промышленного производства, Герой Социалистического Труда (1974)[212].
- Егоров, Андрей Анатольевич (37) — российский поэт и художник; самоубийство[213].
- Кавалье-Смит, Томас (78) — английский биолог, член Лондонского королевского общества (1998)[214].
- Карпати, Янош (88) — венгерский музыковед[215].
- Кузвесов, Юрий Фёдорович (89) — советский и российский поэт[216].
- Лазару, Ирман (54) — бразильский госпел-певец, депутат Палаты представителей[217].
- Матюхин, Андрей Юрьевич (50) — российский военачальник, заместитель начальника НЦУО РФ, генерал-лейтенант[218].
- Надь, Эва (73) — венгерская эстрадная певица[219].
- Негруца, Валериу (80) — советский и французский скрипач и дирижёр, основатель (1966) и художественный руководитель (1966—1974) ансамбля «Мугурел», заслуженный артист Молдавской ССР (1974)[220].
- Панхартек, Франтишек (74) — чехословацкий хоккеист, серебряный призёр чемпионата мира 1971 года[221].
- Стремовский, Виталий Лазаревич (73) — советский и российский театральный актёр и режиссёр, артист Театра Российской армии, заслуженный артист Российской Федерации (1993)[222].
- Уилсон, Бадж (93) — канадская писательница[223].
- Цхвирашвили, Борис Семёнович (84) — советский и казахстанский боксёр, тренер и судья международной категории по боксу, заслуженный тренер СССР[224].
- Шапиро, Владимир Михайлович (73) — советский и узбекистанский театральный деятель, художественный руководитель и директор Русского драматического театра Узбекистана, заслуженный деятель искусств Узбекистана[225].

## 18 марта
- Бадр, Мона (84) — египетская актриса[226].
- Бедойя Рейес, Луис (102) — перуанский государственный деятель, мэр Лимы (1964—1969)[227].
- Бордман, Майкл[англ.] (83) — английский математик[228].
- Брейтуэйт, Дэвид[англ.] (83) — новозеландский политик, мэр города Гамильтон[229].
- Буда, Ян (94) — чехословацкий и словацкий учёный в области робототехники, член-корреспондент Словацкой академии наук[230].
- Гачинович, Радослав[серб.] (66) — сербский историк и публицист[231].
- Генч, Мехмет (86) — турецкий историк экономики[232].
- Елин, Георгий Анатольевич (69) — советский и российский писатель и журналист[233].
- Михайлов, Глеб Константинович (92) — советский и российский учёный в области гидродинамики и истории науки. Профессор, доктор физико-математических наук (1981)[234].
- Перетти, Эльза (80) — итальянский дизайнер ювелирных украшений и филантроп, фотомодель[235].

## 17 марта
- Гарсиа Абриль, Антон (87) — испанский композитор и музыкант[236].
- Гэмурарь, Антон (70) — молдавский военный деятель, генерал-майор полиции[237].
- Доронин, Александр Макарович (74) — эрзянский писатель, поэт, публицист[238].
- Конашенков, Виктор Иванович (68) — российский театральный актёр, артист МХАТа имени Горького[239].
- Лицитис, Арнис (54) — латвийский артист балета[240].
- Магуфули, Джон (61) — танзанийский государственный деятель, президент (с 2015)[241].
- Мерзляков, Вадим Михайлович (92) — советский геолог, доктор геолого-минералогических наук (1986), заслуженный геолог РСФСР[242].
- Миливоевич, Слободан Эра (76 или 77) — сербский художник-концептуалист[243].
- Молл, Мирьям (54) — нидерландская музейная деятельница[244].
- Огарков, Анатолий Прокопьевич (82) — советский экономист, заместитель министра сельского хозяйства и продовольствия Российской Федерации (1991—1996), член-корреспондент РАСХН (1995—2014), член-корреспондент РАН (2014)[245].
- Редд, Фредди (92) — американский джазовый пианист и композитор[246].
- Рохо Альмасан, Висенте (89) — мексиканский художник[247].
- Хадаханэ, Мария Андреевна (87) — советский и российский прозаик, переводчик, литературовед[248].
- Ханькан, Константин Алексеевич (77) — эвенский писатель[249].
- Хойт, Дик (80) — американский марафонец и триатлонист, преодолевший дистанцию вместе с сыном-инвалидом[250].
- Шаврин, Олег Иванович (85) — советский и российский учёный, доктор технических наук, профессор, ректор Ижевского механического института (1983—1988)[251].
- Ярошенко, Юрий Гаврилович (93) — советский и российский инженер, доктор технических наук (1968), профессор (1969), заслуженный деятель науки и техники Российской Федерации (1992)[252].

## 16 марта

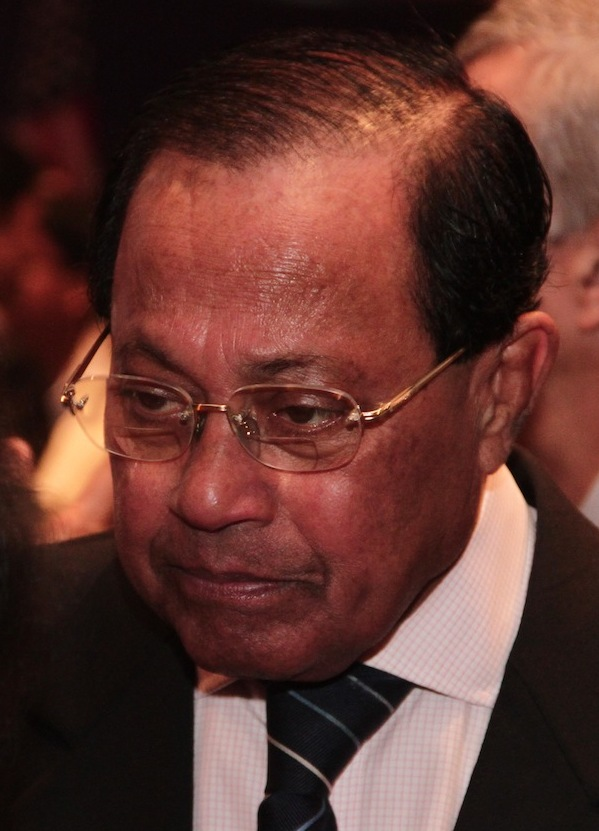
Маудуд Ахмед

- Ахмед, Маудуд (80) — бангладешский государственный деятель, премьер-министр (1988—1989)[253].
- Виноградов, Андрей Дмитриевич (72) — советский и российский биохимик, заслуженный профессор Московского государственного университета, лауреат Государственной премии СССР[254].
- Диаров, Муфтах Диарович (87) — советский и казахстанский геолог, действительный член Национальной академии наук Казахстана (2003)[255].
- Киселёв, Евгений Петрович (82) — советский и российский учёный в области картофелеводства, академик ВАСХНИЛ/РАСХН (1988—2013), академик РАН (2013)[256].
- Ковачевич, Деян (80 или 81) — сербский государственный деятель, министр без портфеля (1997—1998)[257].
- Крылов, Николай Леонидович (92) — советский и российский военный врач, начальник ГВКГ имени Н. Н. Бурденко (1983—1994), генерал-майор медицинской службы, заслуженный врач Российской Федерации (1998)[258].
- Манджар, Штефан (68) — словацкий актёр и режиссёр[259].
- Марек, Властимил (74) — чешский писатель и музыкант[260].
- Онал, Эрхан (63) — турецкий футболист[261].
- Рассихин, Борис Андреевич (83) — советский и украинский футболист и тренер («Карпаты», Львов)[262].
- Сивцев-Доллу, Степан Николаевич (70) — российский актёр театра и кино[263].
- Федун, Арнольд Антонович (92) — народный врач СССР (1986), главный хирург РВСН СССР (1975—1988), отец Леонида Федуна[264].
- Фукс, Олег Валерьянович (72) — советский регбист и тренер по регби[265].
- Хенрикс, Альберт (74) — немецко-американский филолог-классик, действительный член Американской академии искусств и наук (1985)[266].
- Шлейвис, Повилас Ионович (89) — советский и российский лингвист литовского происхождения, профессор Пятигорского государственного педагогического института иностранных языков[267].
- Шмиц, Сабина (51) — немецкая автогонщица и телеведущая[268].
- Эренхолт, Амарант (93) — американский живописец, скульптор, писатель[269].

## 15 марта

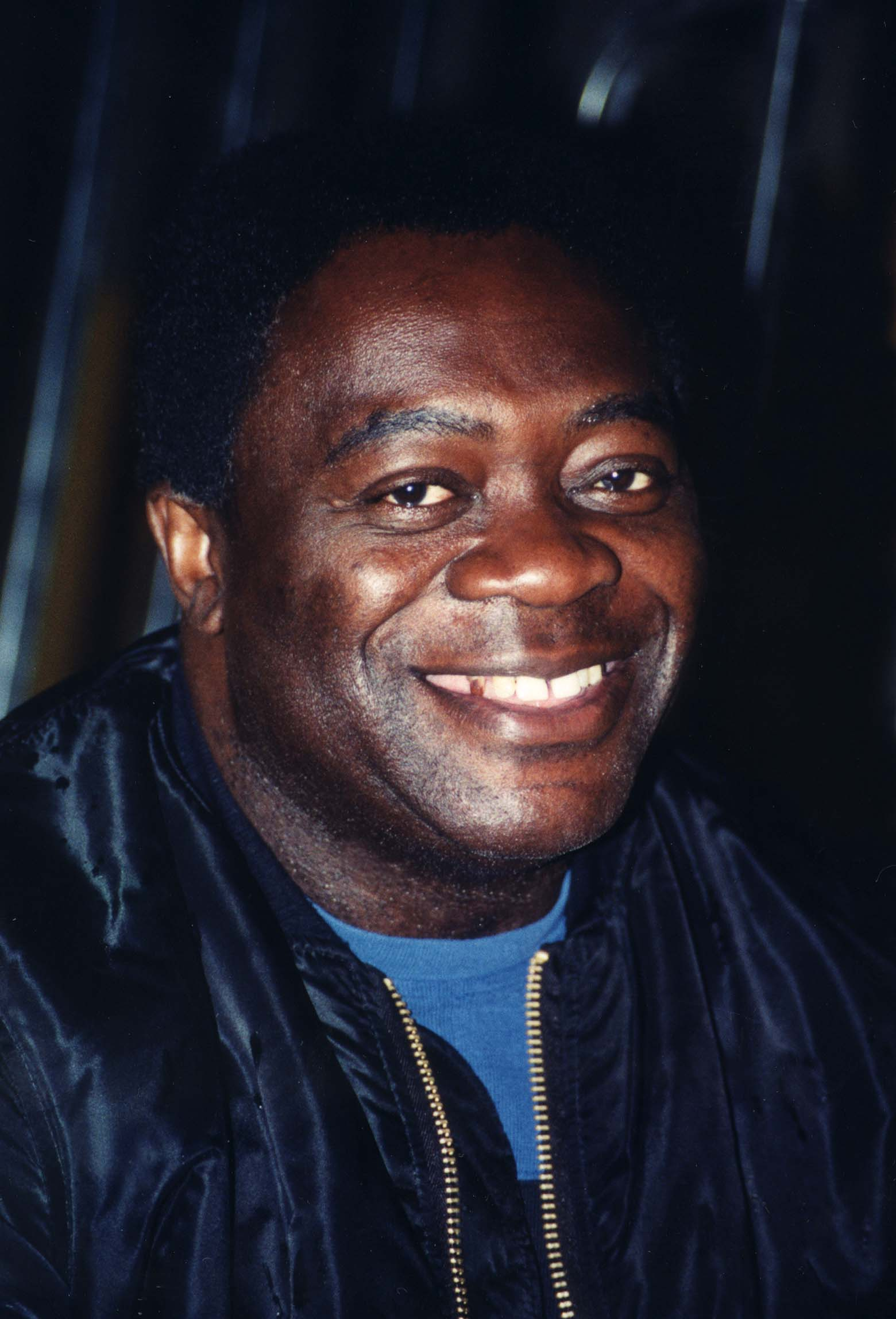
Яфет Котто

- Ашкрофт, Нил (82) — американский физик твёрдого тела, член Национальной академии наук США (1997), иностранный член РАН (2008)[270].
- Видларжова, Эва (73) — чешская актриса[271].
- Каражигитов, Нариман Нурмухамедович (86) — советский и казахский оперный певец, народный артист Казахской ССР (1976)[272].
- Кротов, Владислав Николаевич (79) — ректор Костромского университета (2000—2009)[273].
- Котто, Яфет (81) — американский актёр[274].
- Куш, Герард (81) — польский католический епископ[275].
- Мазур, Владимир Александрович (75) — советский и украинский кинодраматург[276].
- Ниязи, Шавкат (92) — советский и таджикский писатель[277].
- Оцука, Ясуо (89) — японский анимационный режиссёр[278].
- Проценко, Олег Дмитриевич (88) — советский и российский экономист, доктор экономических наук (1973), профессор (1978)[279].
- Шикунов, Юрий Иванович (81) — советский футболист и тренер, серебряный призёр чемпионата Европы по футболу в Испании (1964), заслуженный тренер РСФСР (1990)[280].

## 14 марта
- Ахрамович, Геннадий Владимирович (56) — белорусский военный и дипломат, посол Республики Беларусь в Азербайджане (2015—2020)[281] Архивная копия от 16 марта 2021 на Wayback Machine</ref>.
- Витон, Жан-Жак (87) — французский поэт[282].
- Гринблатс, Марис (66) — латвийский политик[283].
- Дэрроу, Генри (87) — американский киноактёр[284].
- Каннабих, Владимир Георгиевич (87) — советский и российский артист оперетты, артист Ивановского музыкального театра[285].
- Корну, Аурора (89) — румынская и французская киноактриса, кинорежиссёр и киносценарист[286].
- Кохан, Евгений Павлович (88) — советский и российский военный хирург, начальник сердечно-сосудистого центра ЦВКГ им. А. А. Вишневского (1988—1991), лауреат Государственной премии СССР (1988)[287]</ref>.
- Кротов, Владислав Николаевич (79) — советский и российский деятель науки, ректор Костромского государственного технического университета (2000—2006)[288].
- Питцик, Мирослав Васильевич (68) — украинский общественный деятель, председатель Ассоциации городов Украины[289].
- Рамос, Луис (81) — уругвайский футболист, участник чемпионата мира (1966)[290]
- Сорокин, Дмитрий Евгеньевич (75) — советский и российский экономист, член-корреспондент РАН (2008)[291].
- Трабукко, Франческо (76) — итальянский архитектор и дизайнер[292].
- Фухсова, Гелена (55) — чешская бегунья, серебряный призёр чемпионата Европы по лёгкой атлетике в Будапеште (1998)[293].

## 13 марта

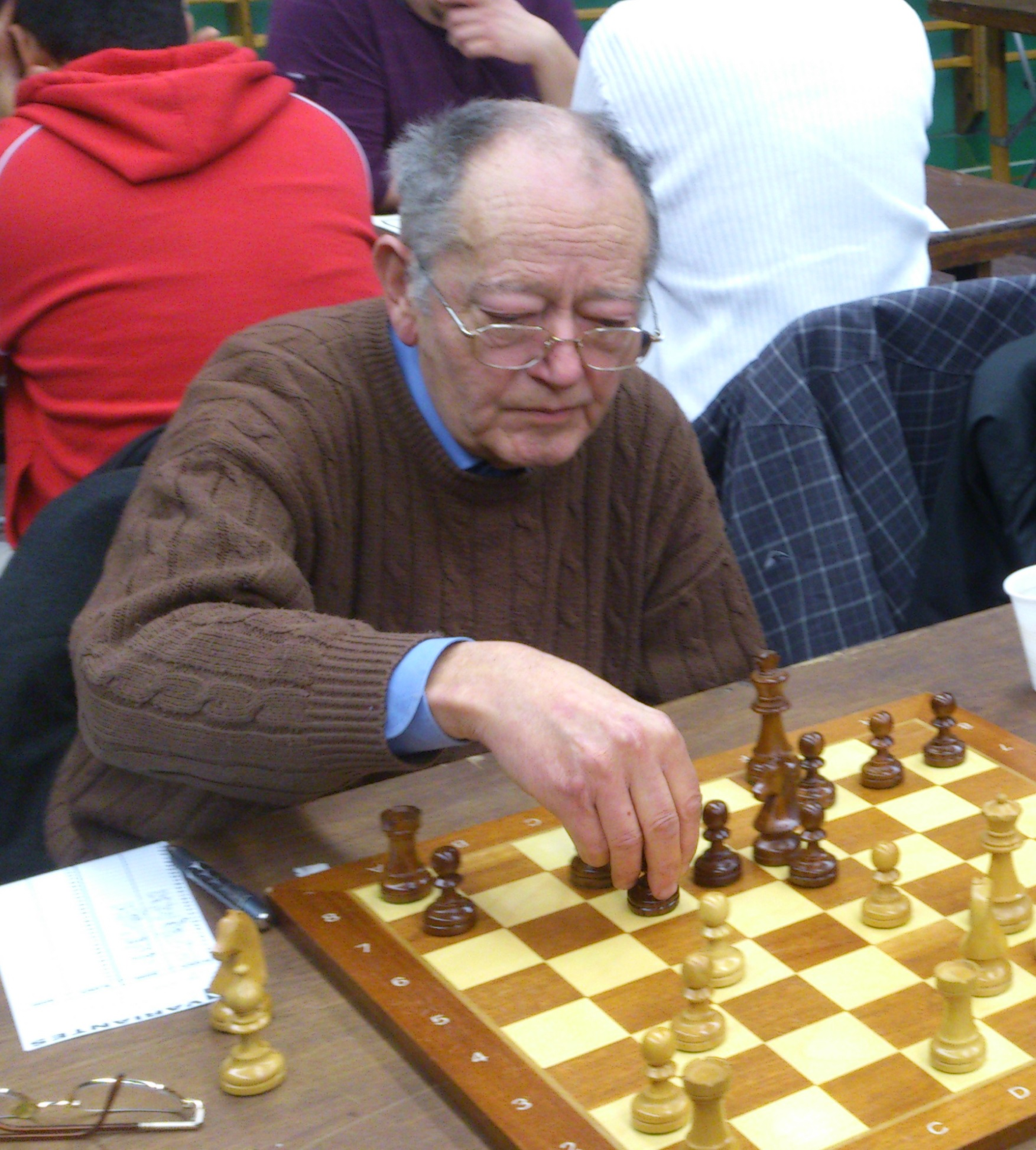
Николай Спиридонов

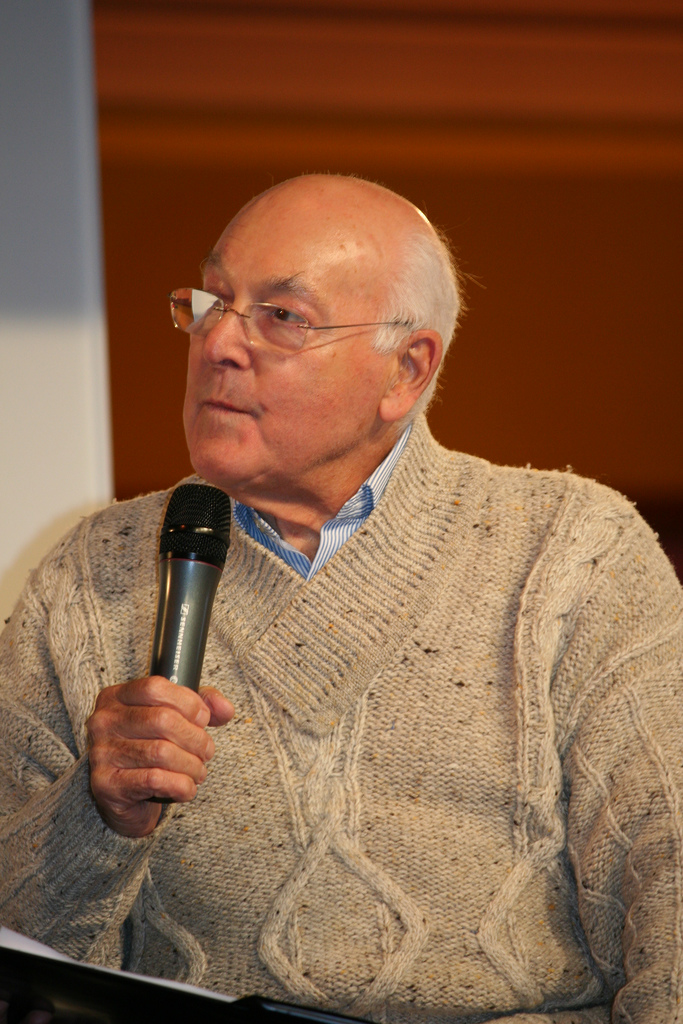
Мюррэй Уокер

- Багдасаров, Ростислав Игоревич (27) — украинский футболист, игрок донецкого «Шахтёра» (2010—2014)[294].
- Божичевич, Йосип (91/92) — хорватский государственный деятель и учёный, министр транспорта и коммуникаций (1990—1992), действительный член Хорватской академии наук и искусств (1997)[295].
- Дакоста, Жанин (97) — французская пианистка[296].
- Ихсанова, Нажиба Гимаевна (83) — советская и российская актриса театра и кино, народная артистка Российской Федерации (2000)[297].
- Йоксимович, Обрен (68) — сербский хирург, министр здравоохранения Сербии (2001)[298].
- Казадеи, Рауль (83) — итальянский музыкант и композитор[299].
- Казимиров, Александр Алексеевич (76) — советский и украинский актёр театра и кино[300].
- Кривонос, Александр Петрович (72) — режиссёр телевидения и сценарист, профессор кафедры режиссуры телевидения СПбГИКиТа[301].
- Лейсслер, Арнольд (109) — архитектор, немецкий и польский долгожитель[302].
- Лубоцкий, Марк Давыдович (89) — советский и немецкий скрипач, музыкальный педагог[303].
- Маккартни, Кэрол (55/56) — английский археолог[304].
- Мас, Роже (77) — бельгийский волейболист, участник летних Олимпийских игр 1968 года в Мехико[305].
- Нгубане, Мензи (56) — южноафриканский киноактёр[306].
- Пономарёв, Михаил Николаевич (67) — российский государственный деятель, член Совета Федерации ФС РФ от представительного органа государственной власти Тюменской области (с 2016 года)[307].
- Спиридонов, Николай (83) — болгарский шахматист, международный гроссмейстер (1979)[308].
- Уокер, Мюррей (97) — британский журналист и телекомментатор гонок «Формулы-1»[309].
- Хаглер, Марвин (66) — американский профессиональный боксёр, многократный чемпион мира по версиям WBC, WBA, IBF[310].
- Чатер, Томаж (51) — словенский и белорусский гандбольный тренер, главный тренер женской сборной Белоруссии (с 2013) и клуба «Гомель»[311].

## 12 марта

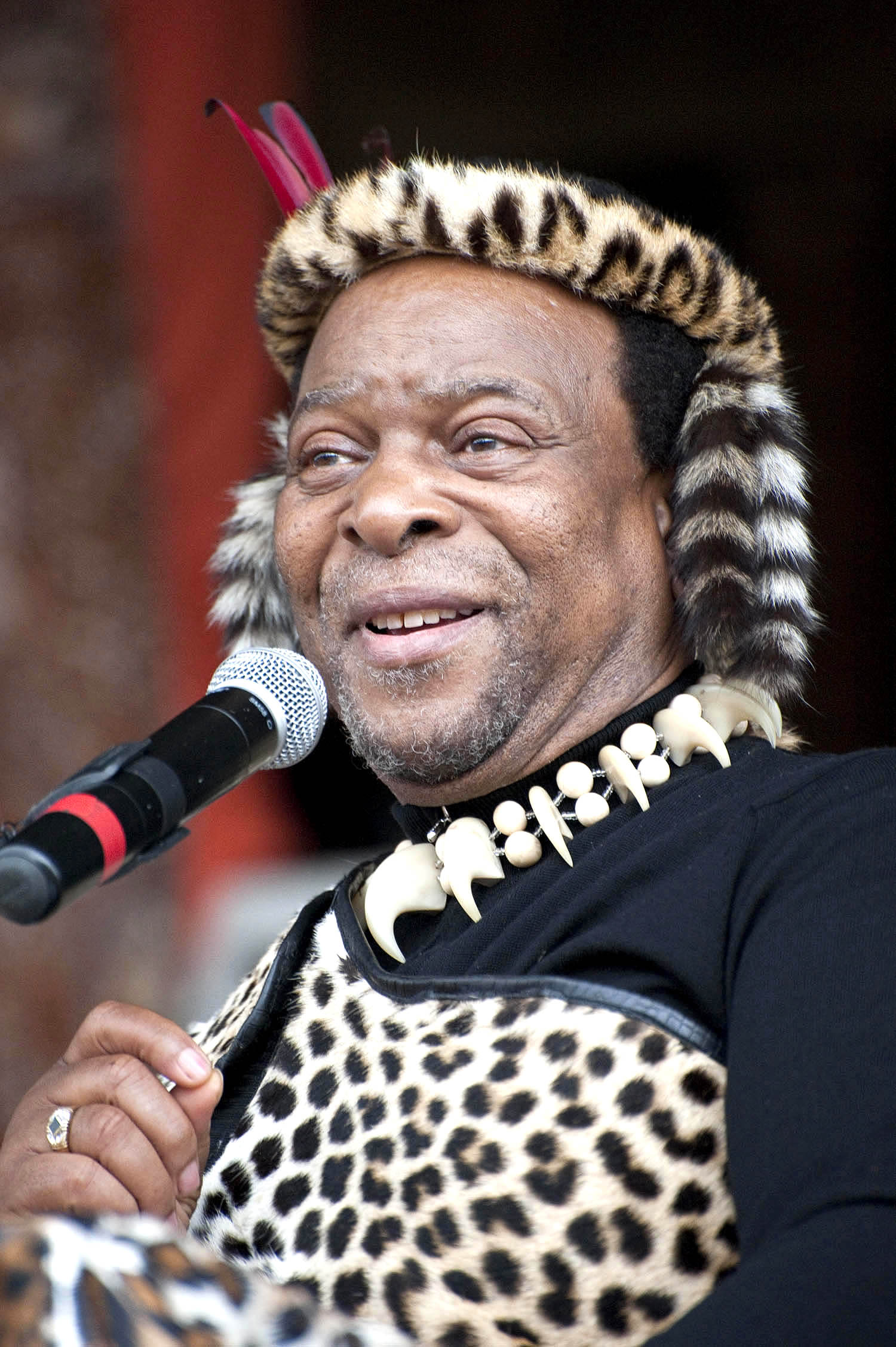
Гудвилл Звелитини

- Азиз, Фатима (47) — афганская политическая деятельница, депутат Национальной ассамблеи[312].
- Балетич, Миодраг (72) — югославский и черногорский баскетбольный тренер[313].
- Гетман, Александр Владимирович (81) — российский театральный режиссёр, актёр и киносценарист, главный режиссёр театра «На Литейном» (1997—2012)[314].
- Гудвилл Звелитини (72) — король зулусов (с 1968)[315].
- Дабижа, Николай Трофимович (72) — молдавский поэт и переводчик[316]</ref>.
- Дефео, Рональд (69) — американский убийца[317].
- Крачковская, Нина Васильевна (90) — советская и российская киноактриса, заслуженная артистка РСФСР (1991)[318].
- Кустодиева, Татьяна Кирилловна (87) — советский и российский искусствовед, сотрудник Эрмитажа, внучка Б. М. Кустодиева[319].
- Медведева, Ирина Васильевна (62) — российский терапевт, ректор Тюменского медицинского университета (с 2013), член-корреспондент РАМН (2002—2014), академик РАН (2016)[320].
- Рахимов, Стахан Мамаджанович (83) — советский и российский эстрадный певец, народный артист Российской Федерации (2002), муж А. Я. Иошпе[321].
- Точилин, Сергей Борисович (65) — советский и российский организатор промышленного производства, генеральный директор Сибирского химического комбината (с 2012)[322].
- Трумбич, Иво (85) — югославский ватерполист, чемпион летних Олимпийских игр в Мехико (1968)[323].
- Цао Гуанбяо (101) — гонконгский бизнесмен, основатель компании «Драгонэйр»[324].
- Чаленич, Дара (86) — югославская и сербская актриса[325].
- Чжоу Юань (82) — китайский астрофизик, член Китайской академии наук (2001)[326].

## 11 марта
- Абрамов, Евгений Васильевич (84) — советский и российский тренер по конному спорту, заслуженный тренер РСФСР (1990)[327].
- Алиев, Ильдар Хайдарович (49) — российский футболист и футбольный тренер[328].
- Лебедев, Виктор Михайлович (86) — советский и российский композитор, народный артист Российской Федерации (2005)[329].
- Палау, Луис (86) — американский евангелист[330].
- Патцак, Петер (76) — австрийский кинорежиссёр[331].
- Уоррен, Норман Джей (78) — британский кинорежиссёр[332].
- Файфрич, Петар (79) — югославский гандболист, чемпион летних Олимпийских игр в Мюнхене (1972), югославский и сербский гандбольный тренер[333].
- Хименес, Флорентин (95) — парагвайский пианист и композитор[334].
- Эмери, Лин (94) — американский скульптор[335]</ref>.

## 10 марта

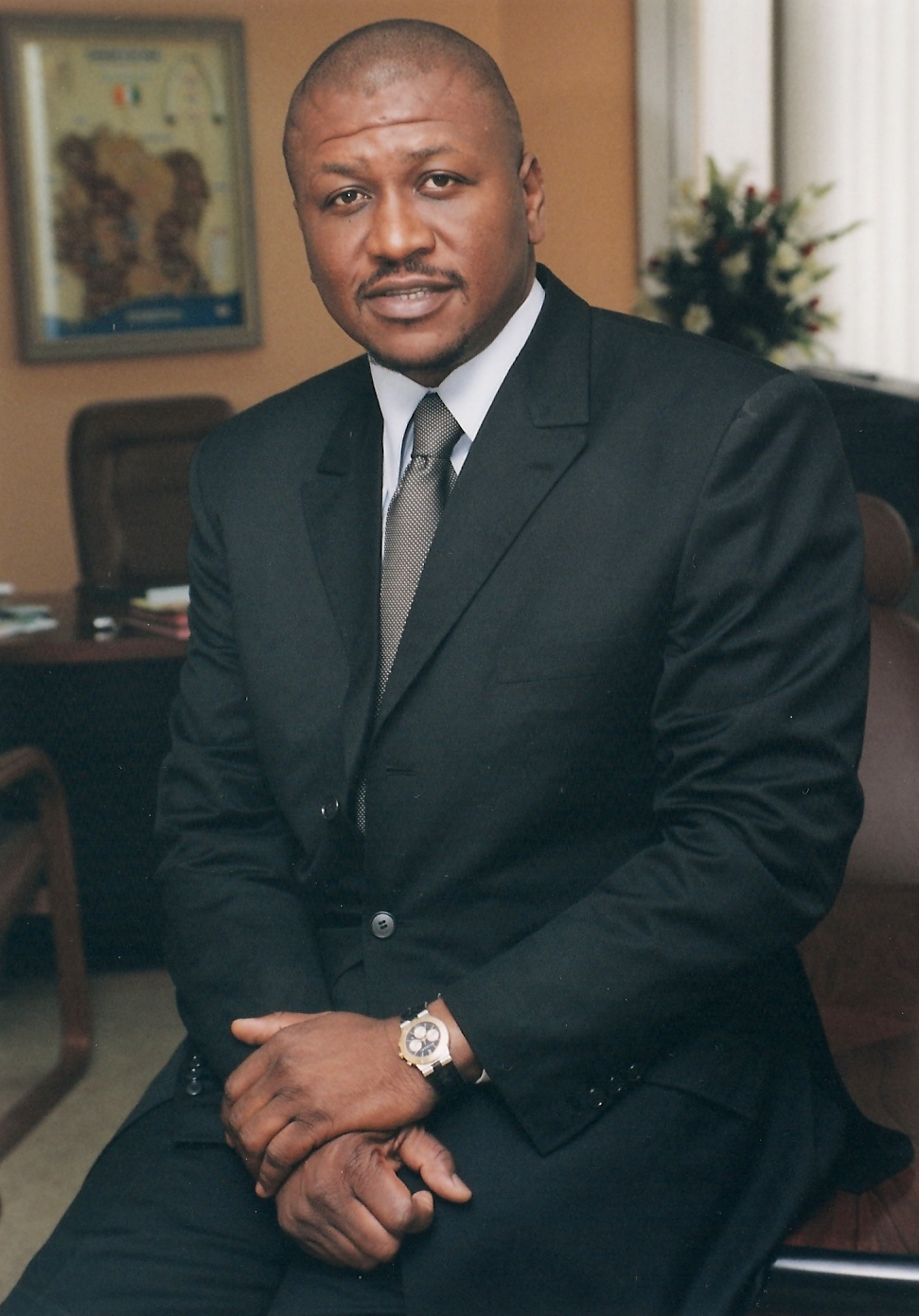
Амед Бакайоко

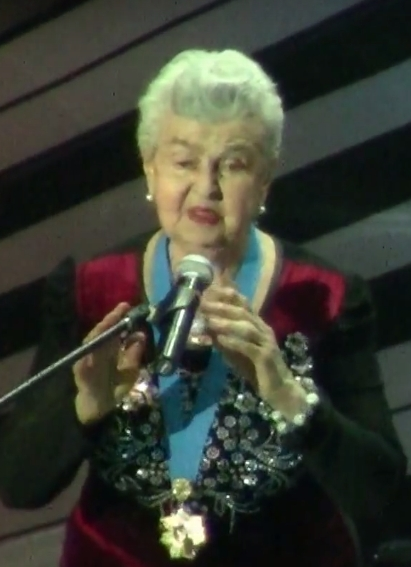
Людмила Лядова

- Аалтонен, Ристо (81) — финский актёр[336].
- Алексеев, Эдуард Ефимович (83) — советский, российский и американский этномузыковед[337].
- Арнгольдт, Александр — российский модельер[338].
- Базич, Мирко (82) — югославский и хорватский футбольный тренер[339].
- Бакайоко, Амед (56) — ивуарийский государственный и политический деятель, премьер-министр Кот-д’Ивуара (с 2020)[340].
- Воднянский, Ян (79) — чешский актёр, певец и писатель[341].
- Вулфсон, Дэвид (85) — британский бизнесмен и политический деятель, член Палаты лордов (1991—2017)[342].
- Гонда, Янош (89) — венгерский джазовый пианист[343].
- Лядова, Людмила Алексеевна (95) — советский и российский композитор, пианистка и певица, народная артистка РСФСР (1984)[344].
- Мунтян, Михаил Алексеевич (82) — советский и российский политолог, доктор исторических наук (1980), профессор[345].
- Мухаммед, Али Махди (82) — сомалийский военный, политический и государственный деятель, президент Сомали (1991—1997)[346].
- Полищук, Михаил Иванович (93) — советский военачальник, первый заместитель командующего войсками ПриВО (1979—1985), генерал-лейтенант (1977)[347].
- Попов, Александр Петрович (70) — советский и российский деятель науки, ректор Бурятской государственной сельскохозяйственной академии им. В. Р. Филиппова (1997—2013)[348].
- Розмярек, Хенрик (72) — польский гандболист, бронзовый призёр летних Олимпийских игр в Монреале (1976)[349].
- Сатурнину да Кошта, Мануэл (78) — политический и государственный деятель Гвинеи-Бисау, премьер-министр (1994—1997)[350].
- Стражан, Йозеф (77) — словацкий актёр[351].
- Шаккалуга, Марко (67) — итальянский театральный режиссёр[352].

## 9 марта

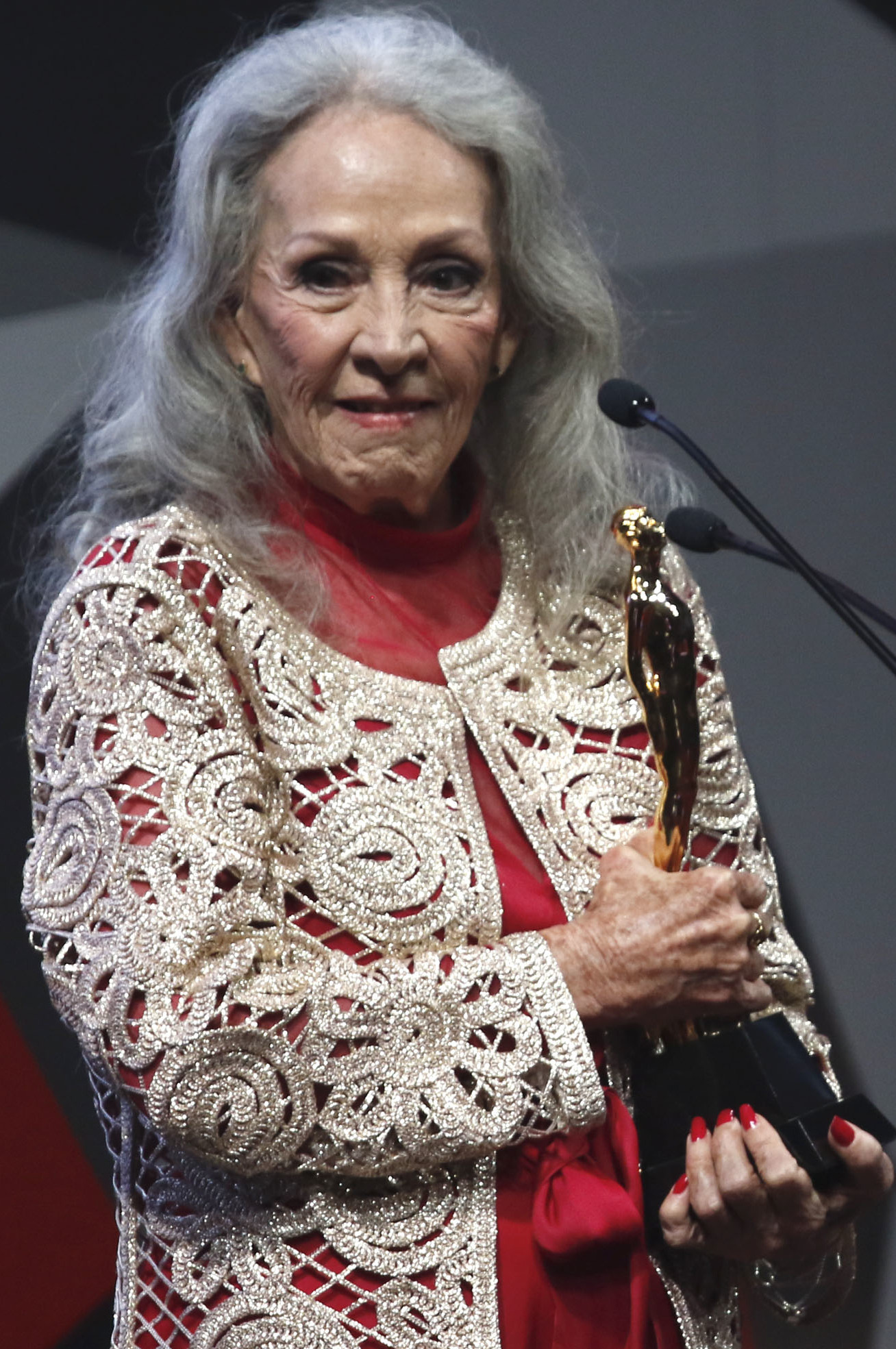
Исела Вега

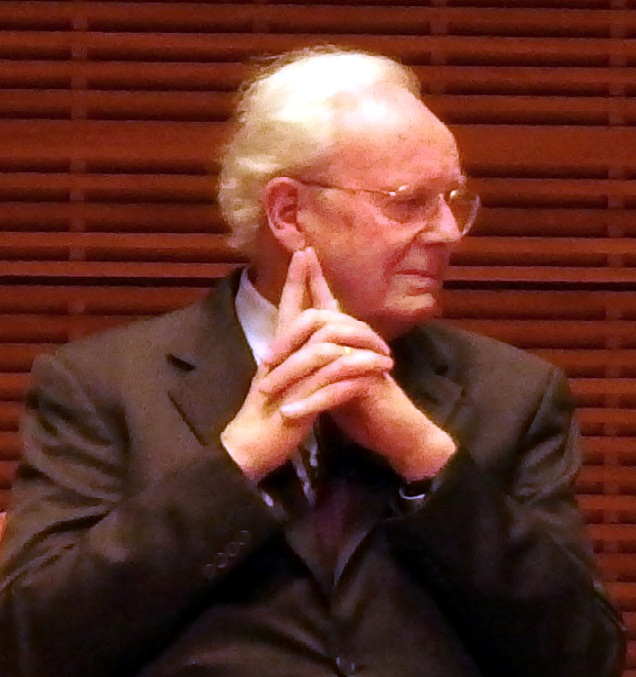
Уолтер Лафибер

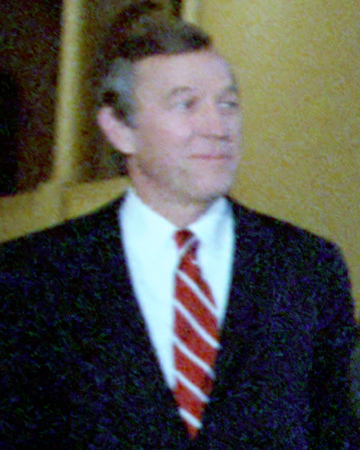
Роджер Мадд

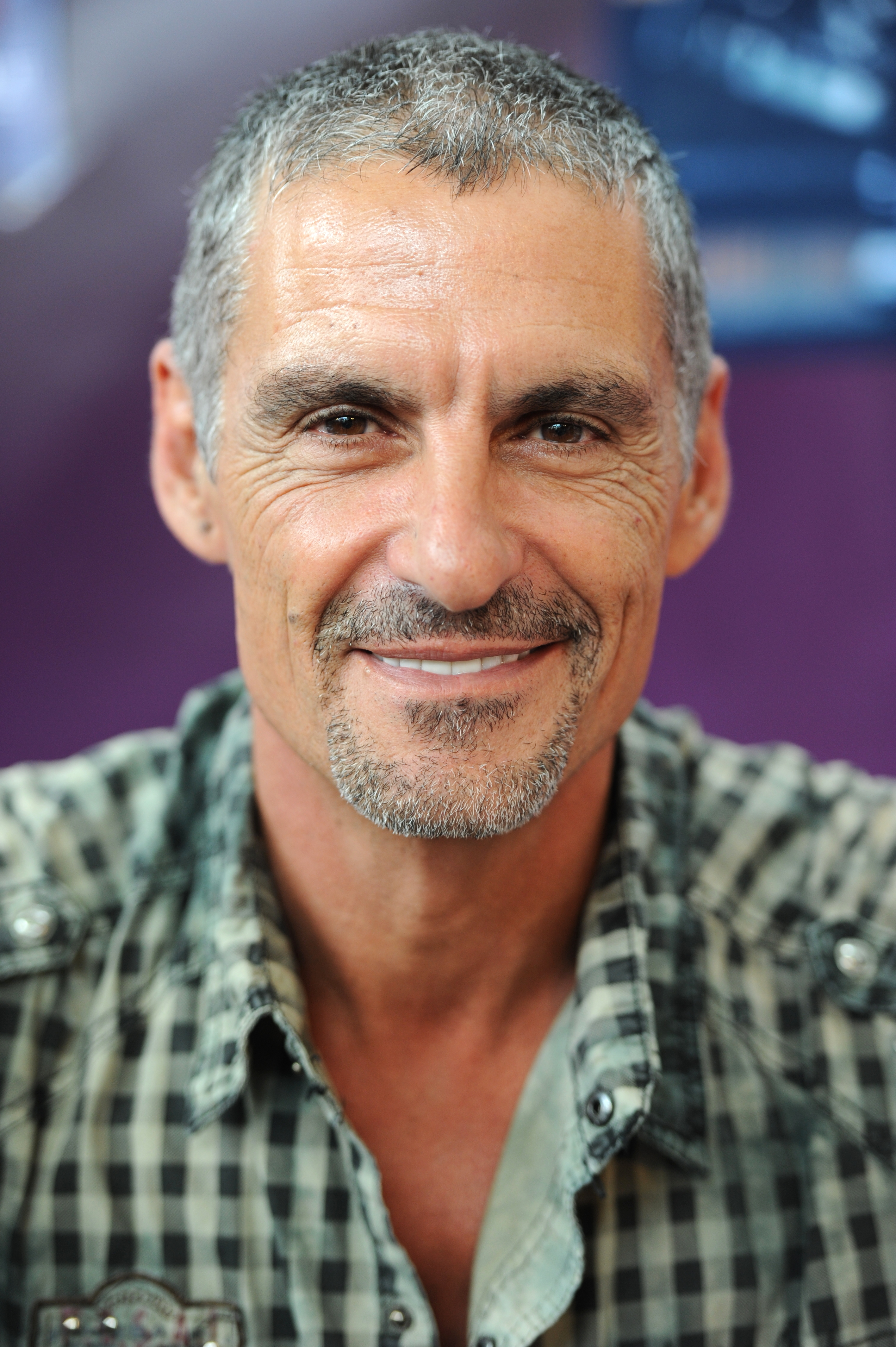
Клифф Саймон

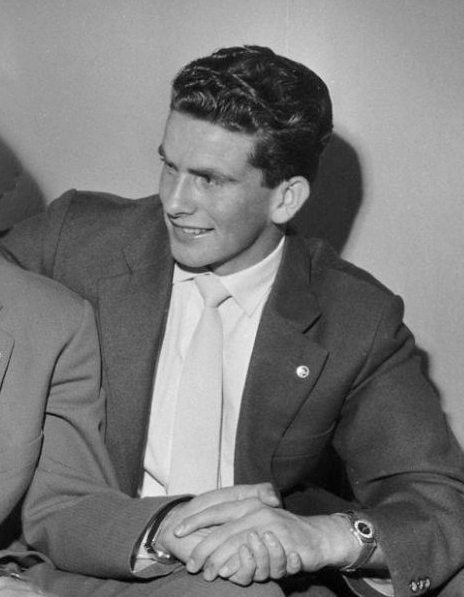
Томми Троэльсен

- Бальбуэна, Агустин (75) — аргентинский футболист, участник чемпионата мира в ФРГ (1974)[353].
- Белага, Виктория Владимировна (56) — российский физик-ядерщик, сотрудник ОИЯИ (с 1994)[354].
- Вега, Исела (81) — мексиканская актриса, продюсер, сценарист и кинорежиссёр[355].
- Габриэльсен, Ханс-Кристиан (53) — норвежский профсоюзный деятель, председатель Конфедерации профсоюзов Норвегии[356].
- Гриньков, Валерий Данилович (71) — российский актёр театра и кино, телеведущий, народный артист Республики Башкортостан (2014)[357].
- Зафранович, Андрия (71) — сербский киносценарист и драматург[358].
- Зерова, Марина Дмитриевна (86) — украинский энтомолог, заслуженный деятель науки и техники Украины (2003)[359].
- Конгурбаев, Нурдамир Ашимович (81) — советский и киргизский художник, народный художник Кыргызской Республики[360].
- Лафибер, Уолтер Фредерик (87) — американский историк[361].
- Ливайн, Джеймс (77) — американский дирижёр, художественный руководитель и главный дирижёр театра Метрополитен-опера (1976—2018)[362].
- Мадд, Роджер (93) — американский тележурналист[363].
- Непряхин, Андрей Анатольевич (56) — российский офицер, Герой Российской Федерации (2000)[364].
- Полкинхорн, Джон (90) — английский физик-теоретик, теолог и англиканский священник, член Лондонского королевского общества (1974), лауреат Темплтоновской премии (2002)[365].
- Рульков, Евгений Адамович (71) — советский и российский партийный деятель, второй секретарь Иркутского обкома КПРФ (с 2001)[366].
- Саймон, Клифф (58) — южноафриканский спортсмен и актёр; несчастный случай[367].
- Троэльсен, Томми (80) — датский футболист, серебряный призёр летних Олимпийских игр в Риме (1960)[368].
- Тюрин, Владимир Фёдорович (83) — учёный в области системного программного обеспечения, главный научный сотрудник ИТМиВТ РАН, доктор технических наук (1984), профессор[369].
- Хацей, Игорь Владимирович (48) — российский хоккеист и тренер, выступавший за омский «Авангард» и московский «Спартак»; отец Арсения Хацея[370].
- Хусович, Рафет (56) — черногорский государственный деятель, заместитель премьер-министра (2012—2020)[371].
- Штоффель, Жози (92) — люксембургский гимнаст, бронзовый призёр чемпионата Европы во Франкфурте-на-Майне (1955)[372].

## 8 марта

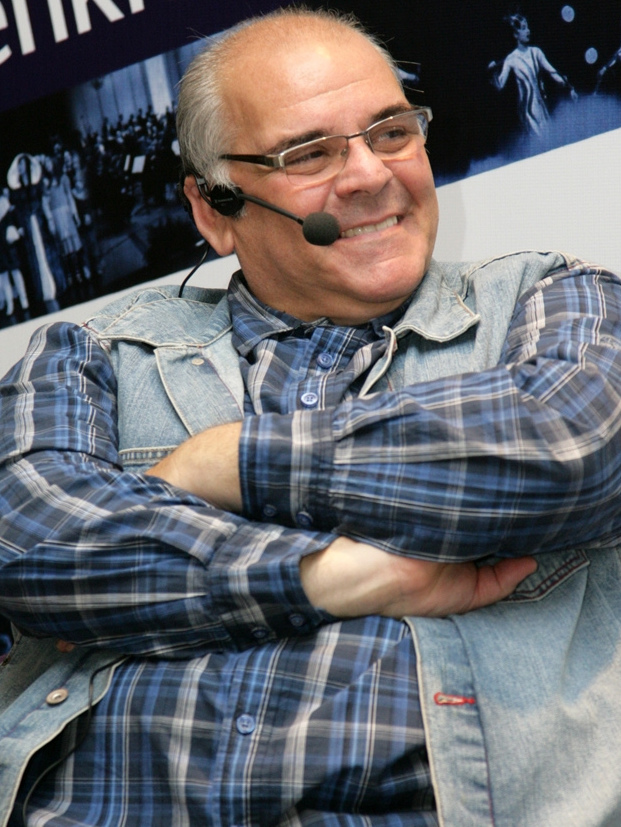
Расим Озтекин

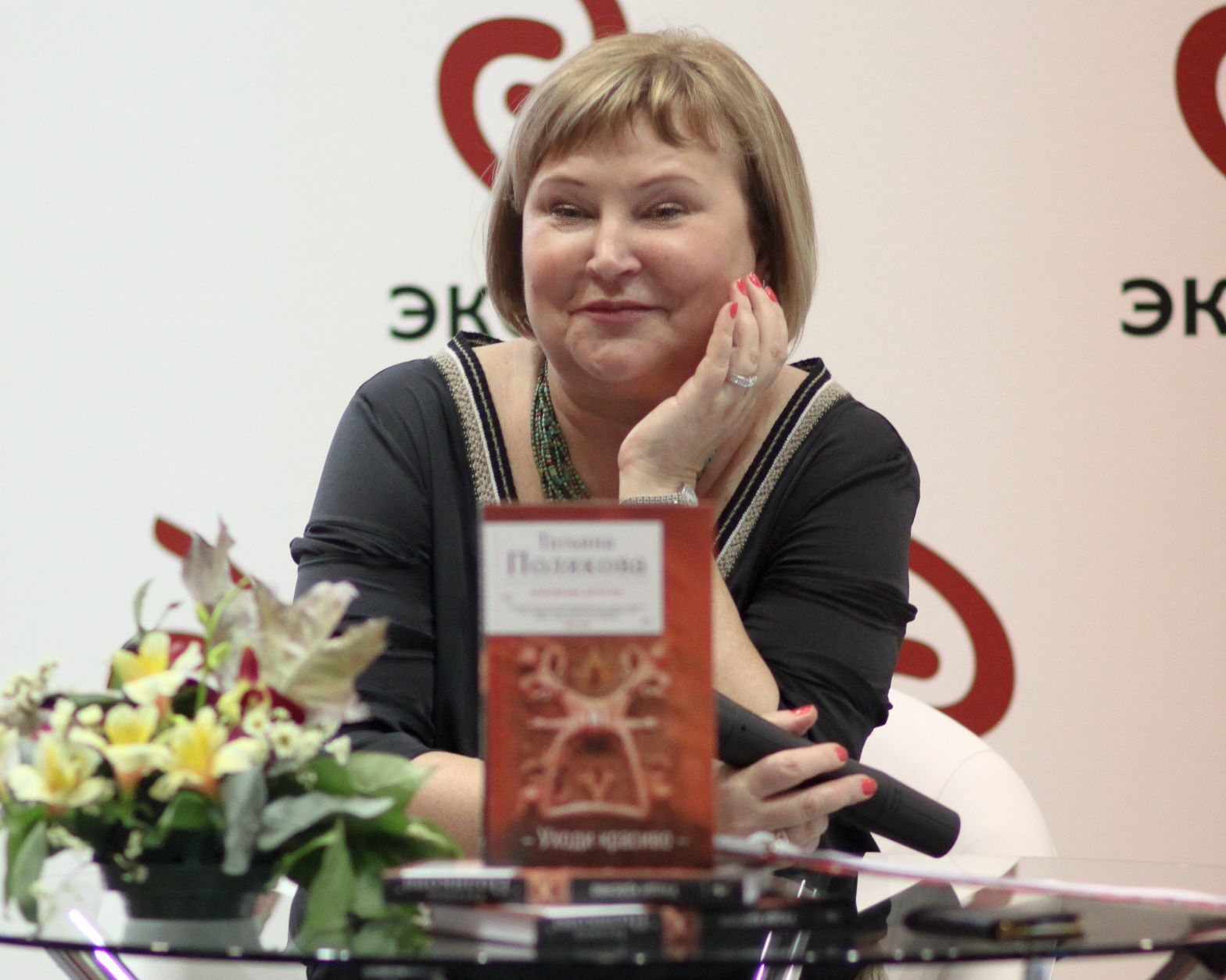
Татьяна Полякова

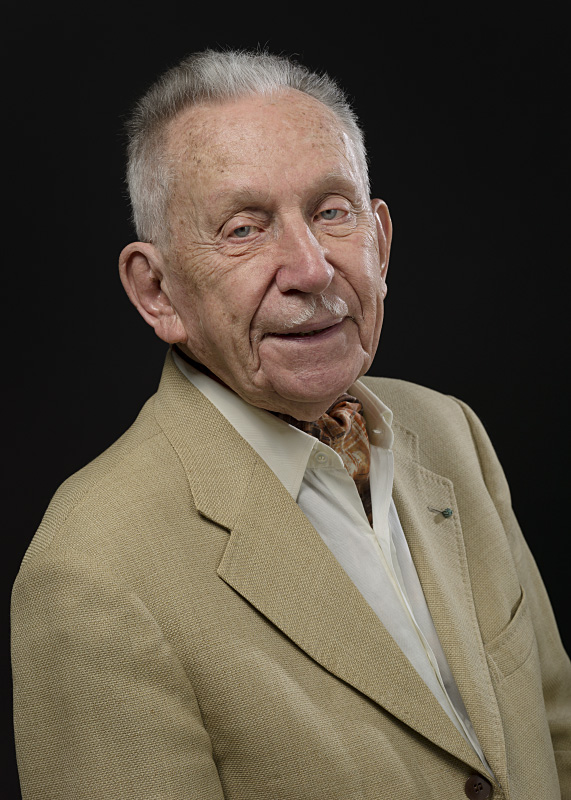
Жюльен Цбинден

- Алебич, Йосип (74) — югославский хорватский легкоатлет, серебряный призёр чемпионата Европы по лёгкой атлетике в помещении в Катовице (1975)[373].
- Арсалиев, Эрик Сайдалиевич (55) — киргизский политический деятель и бизнесмен, депутат Жогорку Кенеша (2007—2010)[374].
- Бирюков, Борис Константинович (84) — советский и российский артист цирка, народный артист РСФСР (1989)[375].
- Букин, Александр Николаевич (66) — российский военно-морской деятель, начальник Нахимовского военно-морского училища (2001—2007), контр-адмирал[376].
- Воложанин, Юрий Константинович (82) — советский и российский писатель[377].
- Гаст, Леон (85) — американский кинорежиссёр-документалист, лауреат премии «Оскар» (1997)[378].
- Дарбинян-Меликян, Маргарита Овнановна (100) — советский и армянский историк и переводчица[379].
- Жердер, Римма Александровна (80) — советская и российская артистка оперетты, актриса Свердловского театра музыкальной комедии, народная артистка Российской Федерации (2007)[380].
- Капранов, Николай Иванович (80) — советский и российский врач и деятель науки, специалист по лечению муковисцидоза, заслуженный деятель науки Российской Федерации (2003)[381] (недоступная ссылка)</ref>.
- Конопацкий, Иосиф Николаевич (95) — советский и российский актёр кино и театра, народный артист РСФСР (1986)[382].
- Мелейко, Станислав Евгеньевич (84) — советский и российский телеведущий[383].
- Ньяне, Джибриль Тамсир (89) — гвинейский писатель и историк[384].
- Озтекин, Расим (62) — турецкий киноактёр[385].
- Пикок, Тревор (89) — британский киноактёр[386].
- Покора, Роман Михайлович (73) — советский и украинский футболист и тренер («Карпаты» Львов)[387].
- Полякова, Татьяна Викторовна (61) — русская писательница детективного жанра[388].
- Соколов, Сергей Владимирович (58) — советский легкоатлет, чемпион Европы (1982), заслуженный мастер спорта СССР (1982)[389].
- Тордай, Эва (83) — венгерская оперная певица (сопрано)[390].
- Торопов, Анатолий Александрович (72) — советский и казахстанский боксёр и тренер[391].
- Фадеев, Александр Михайлович (75) — советский и украинский хоккеист и тренер[392].
- Цбинден, Жюльен Франсуа (103) — швейцарский композитор и пианист[393].

## 7 марта

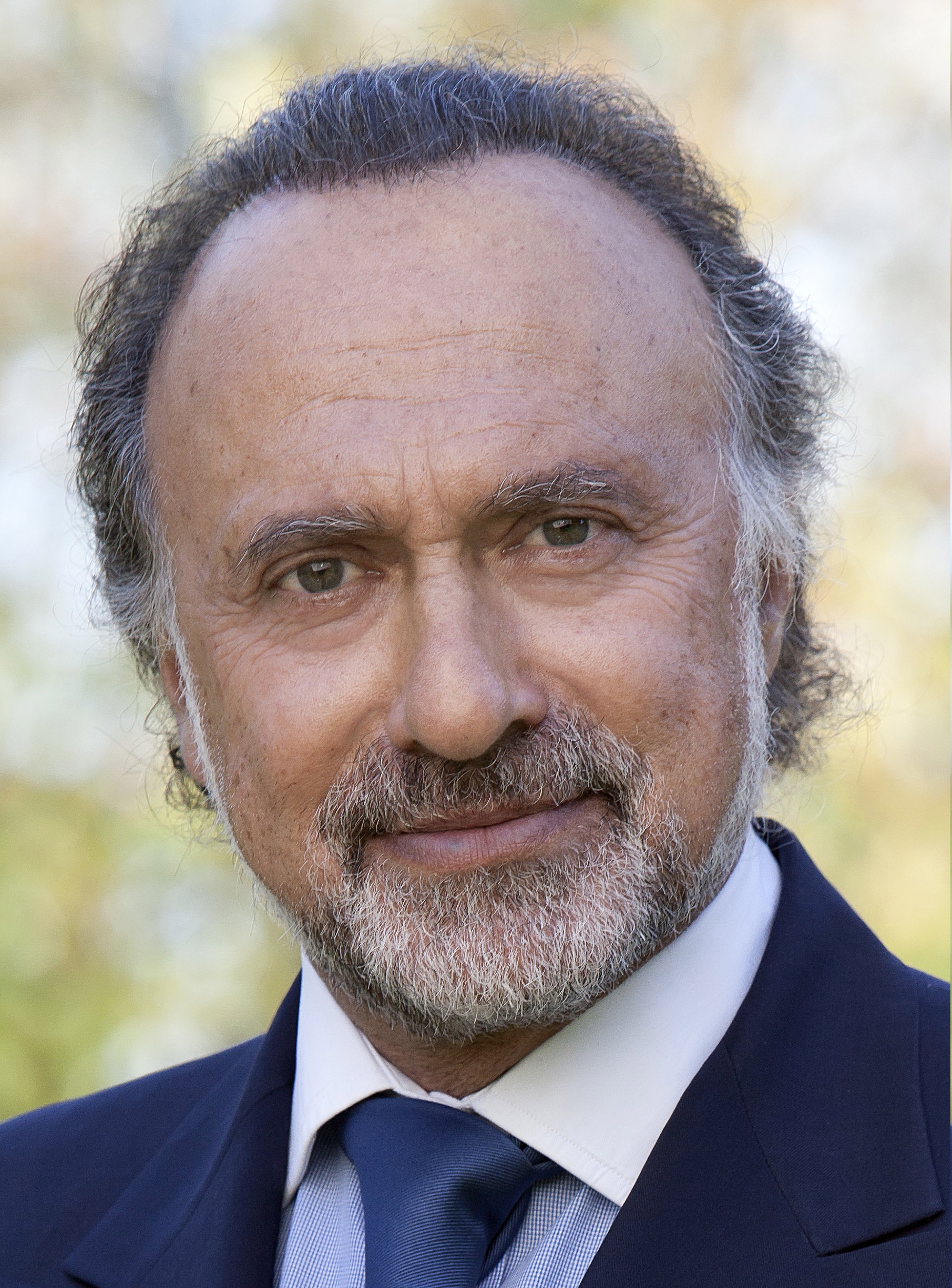
Оливье Дассо

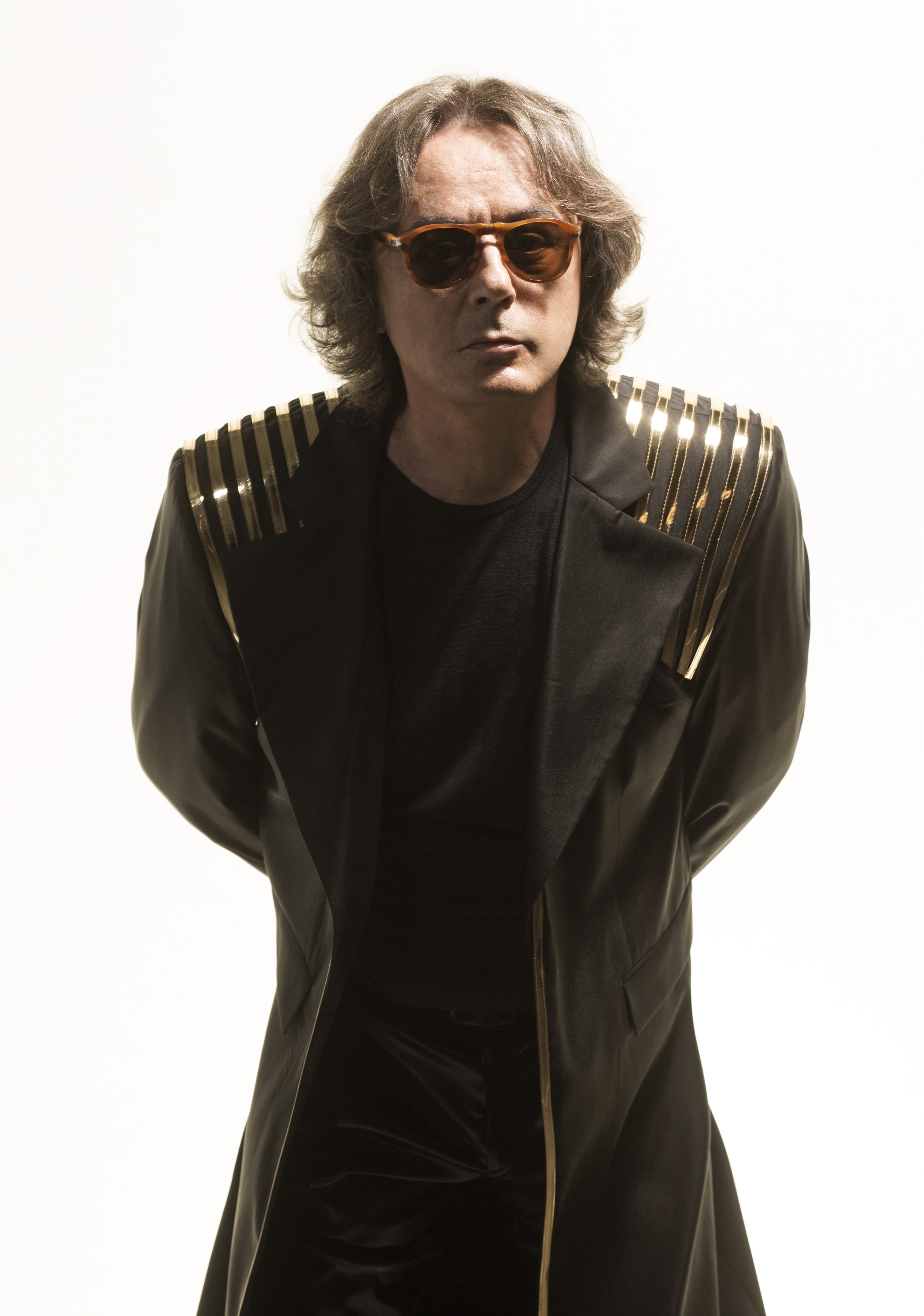
Саня Илич

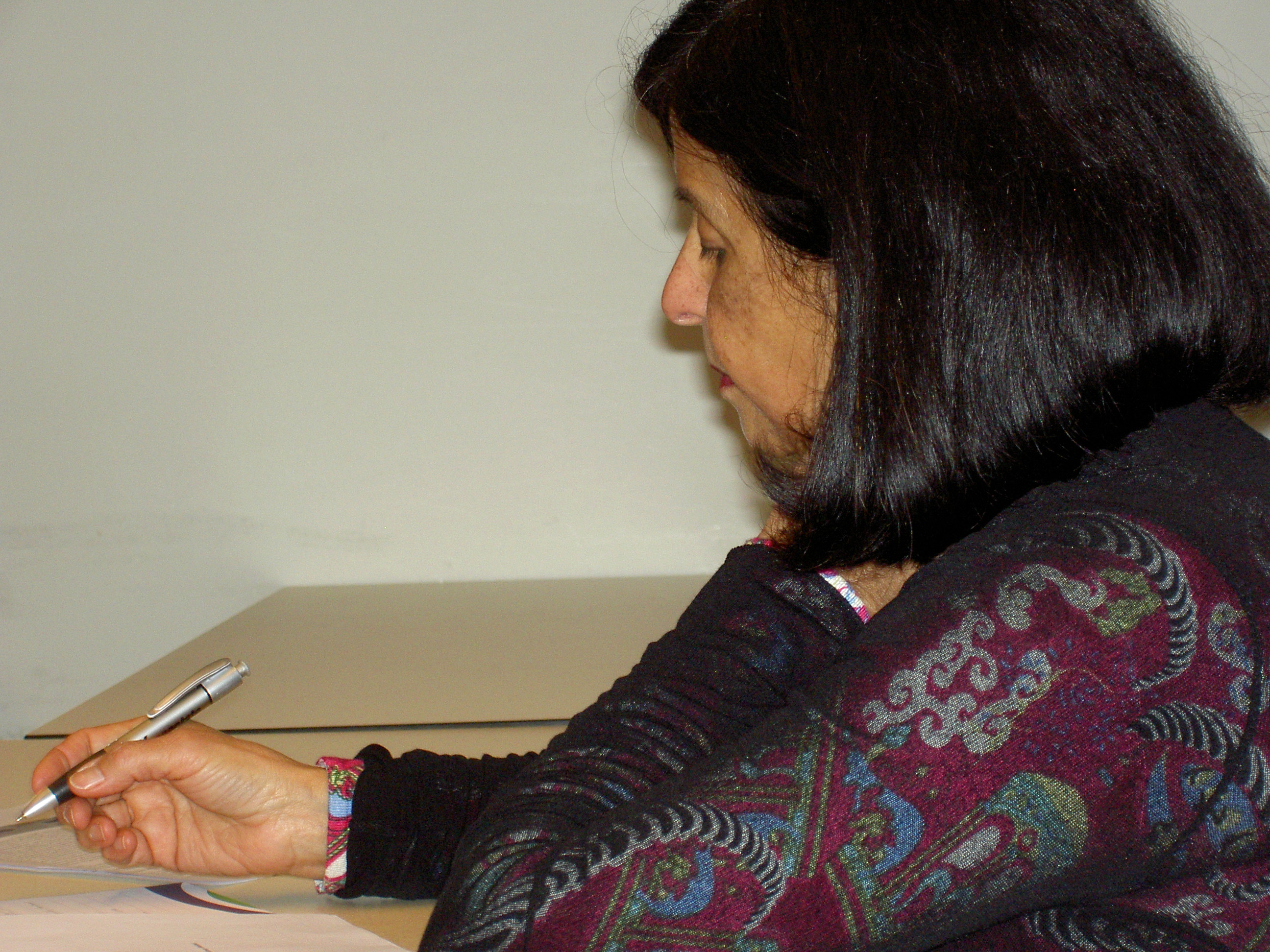
Ольга Орман

- Авраменко, Владимир Михайлович (75) — советский и российский театральный актёр, артист Омского драматического театра[394].
- Башкиров, Дмитрий Александрович (89) — советско-испанский пианист и музыкальный педагог, народный артист РСФСР (1990)[395].
- Вальве-и-Наварро, Альберт[англ.] (75) — испанский политический деятель, сенатор (1993—1996)[396].
- Дассо, Оливье (69) — французский миллиардер и политический деятель, депутат Парламента; авиакатастрофа[397].
- Иванова, Татьяна Борисовна (73) — советская и российская театральная актриса, актриса Российского государственного академического театра драмы имени Ф. Волкова, народная артистка России[398].
- Илич, Саня (69) — сербский композитор и музыкант[399].
- Краев, Валерий Константинович (72) — начальник УВД Мурманской области (1988—1997) и ГУВД Свердловской области (1997—1999), генерал-лейтенант милиции (1998), заслуженный работник МВД (1985)[400].
- Кузьмин, Владимир Александрович (85) — советский и российский живописец, заслуженный художник РСФСР (1991)[401].
- Курбониён, Рахмондусти (77) — таджикский актёр театра и кино[402].
- Орман, Ольга (77) — нидерландско-арубская писательница, поэтесса и сказительница[403].
- Петров, Ларс-Йёран (49) — шведский певец[404].
- Репчинский, Алексей Семёнович (61) — украинский оперный певец (драматический тенор), солист Одесского театра оперы и балета[405].
- Саратова, Хеда Багаевна (55) — российская правозащитница и общественный деятель[406].
- Сухарев, Александр Яковлевич (97) — советский и российский государственный деятель и учёный-правовед, Генеральный прокурор СССР (1988—1990), доктор юридических наук, профессор, заслуженный юрист РСФСР[407].

## 6 марта

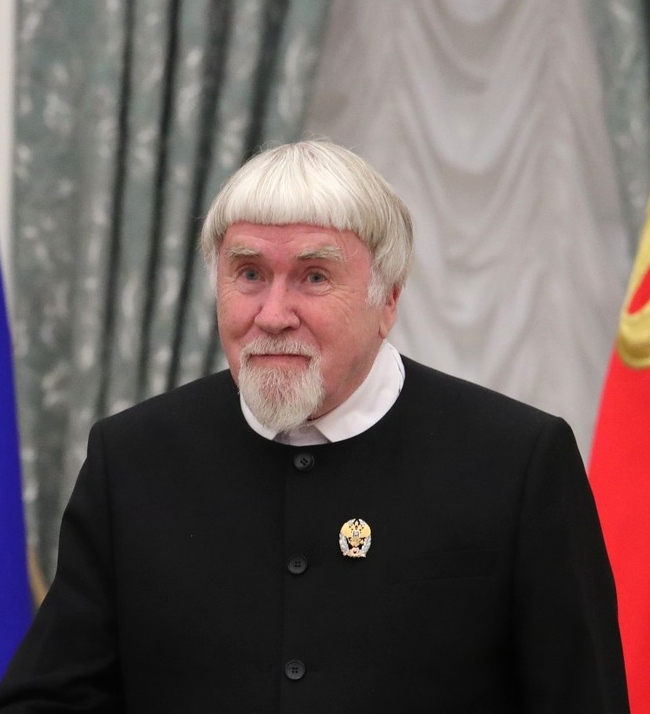
Валентин Курбатов

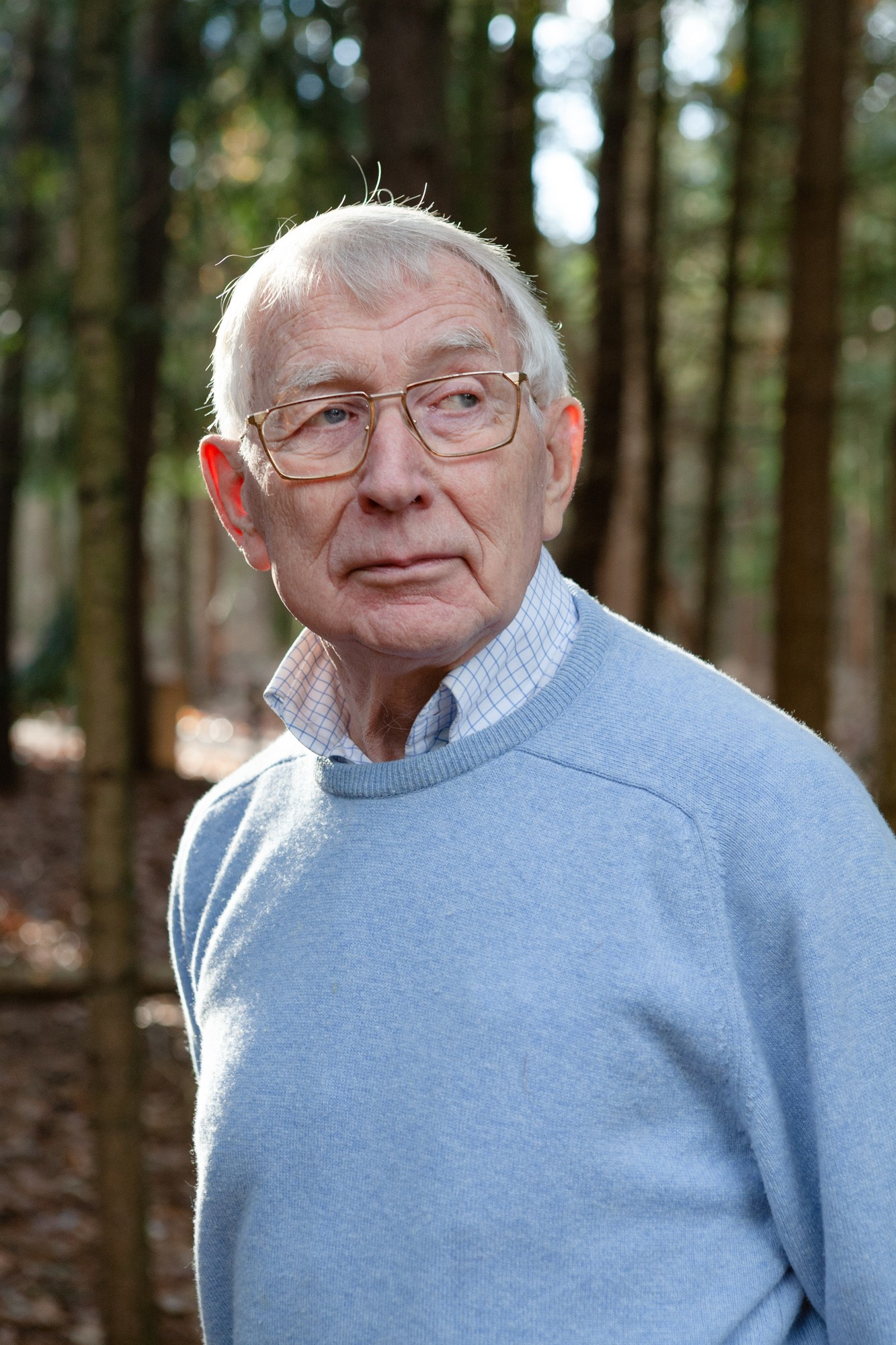
Лодевейк Оттенс

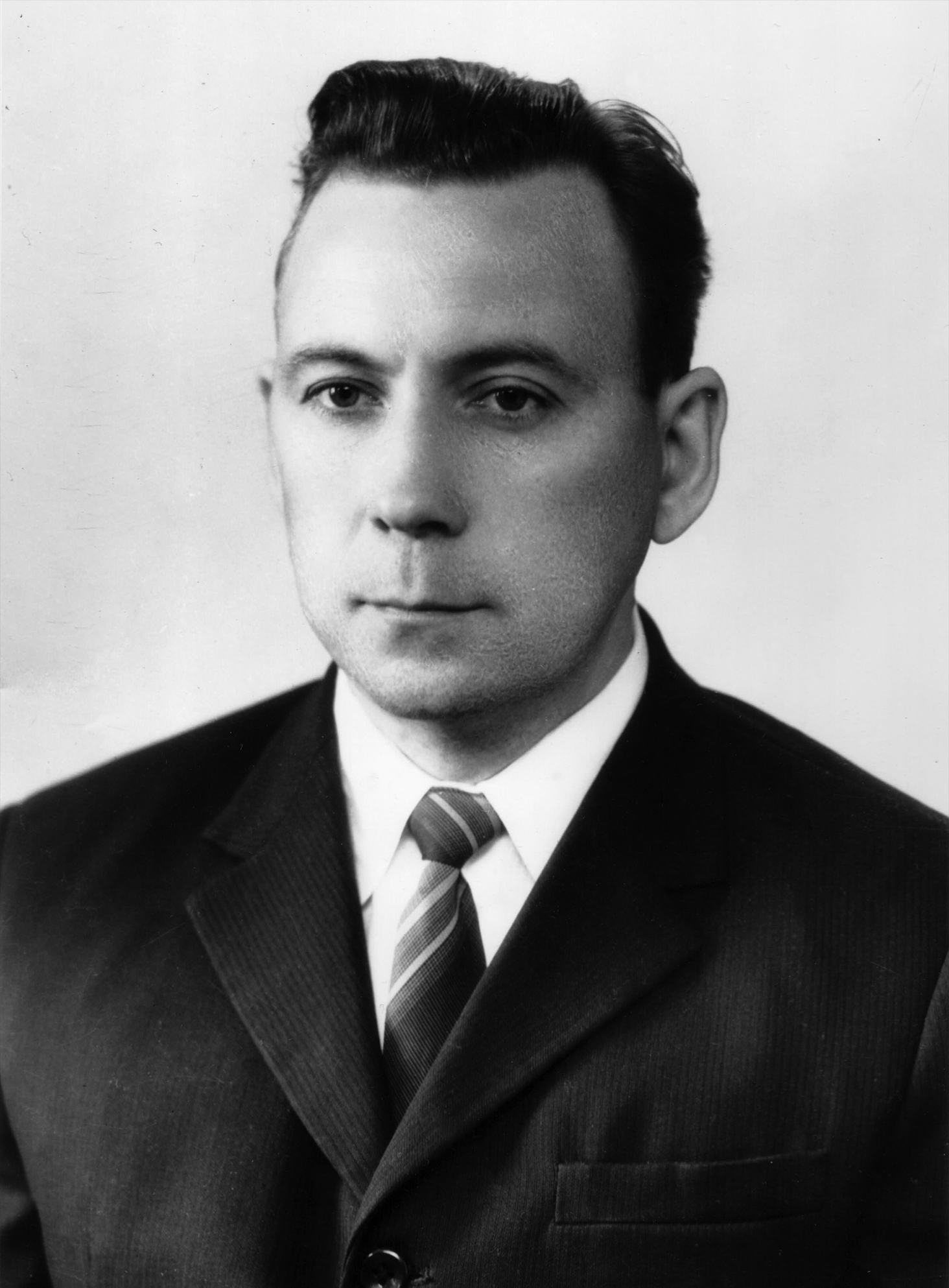
Лев Токарев

- Акоста, Франко (25) — уругвайский футболист; несчастный случай[408].
- Босенко, Алексей Валериевич (62) — советский и украинский учёный, философ, писатель, поэт, теоретик искусства и культуры[409].
- Голань, Вилем (82) — чешский государственный деятель, министр обороны Чехии (1994—1996)[410].
- Грибанов, Михаил Алексеевич (91) — советский и российский писатель, партийный и общественный деятель[411].
- Джамбеков, Овхад Алихаджиевич (72) — чеченский учёный, писатель, кандидат филологических наук, член Союзов писателей России и Чечни, доцент кафедры чеченской филологии Чеченского государственного педагогического университета[412].
- Комненич, Борис (63) — сербский киноактёр[413].
- Курбатов, Валентин Яковлевич (81) — советский и российский литературный критик, литературовед, прозаик, лауреат Государственной премии Российской Федерации (2019)[414].
- Лакшминараян Бхат, Н.С. (84) — индийский поэт[415].
- Маренникова, Светлана Сергеевна (97) — советский вирусолог, доктор медицинских наук, профессор, заслуженный деятель науки РСФСР[416].
- Менесес, Герберт (81) — гватемальский киноактёр[417].
- Миранда, Мигель (54) — перуанский футболист, игравший в национальной сборной[418].
- Оберг, Бенгт (76) — шведский мотогонщик, двукратный чемпион мира по мотокроссу (1969, 1970)[419].
- Оттенс, Лодевейк Фредерик (94) — нидерландский инженер и изобретатель[420].
- Панеш, Сафер Ильясович (90) — советский, российский адыгейский писатель, народный писатель Республики Адыгея[421].
- Селезнёв, Николай Васильевич (75) — советский и российский юрист и государственный деятель, прокурор Кемеровской области (1986—1991), судья Конституционного суда Российской Федерации (1991—2015)[422],.
- Скипетров, Вадим Петрович (85) — советский и российский физиолог, доктор медицинских наук (1967), профессор Мордовского университета, заслуженный деятель науки Российской Федерации (1995)[423].
- Сморчков, Николай Гаврилович (90) — советский и российский киноактёр[424].
- Токарев, Лев Николаевич (87) — советский и российский специалист в области разработки судовых электроэнергетических систем, доктор технических наук, профессор[источник не указан 1527 дней].
- Чи Шанбинь (72) — китайский футболист и футбольный тренер[425].

## 5 марта

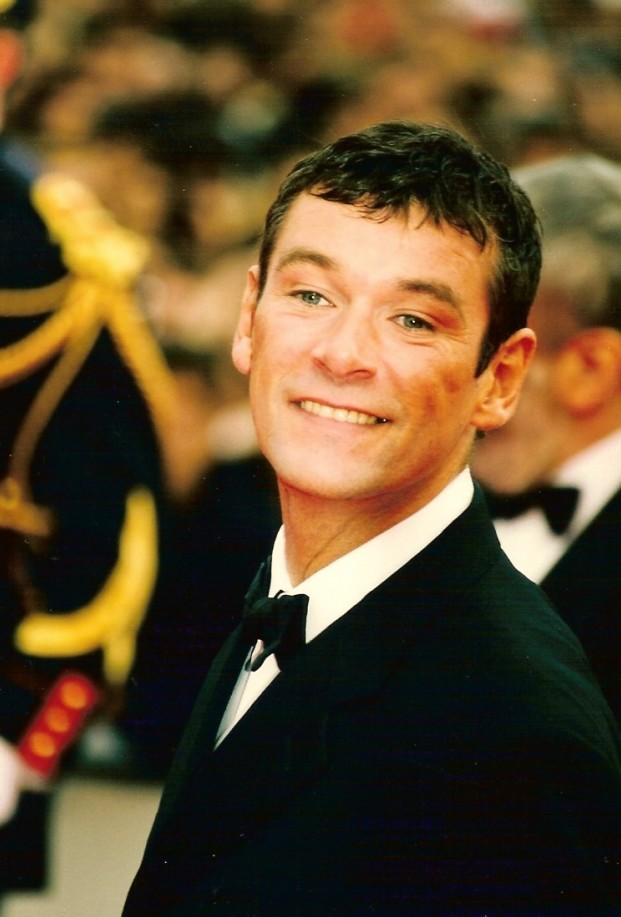
Патрик Дюпон

- Волков, Юрий Петрович (81) — советский и российский передовик рыбной промышленности, Герой Социалистического Труда (1984)[426]
- Годен, Анри (87) — французский архитектор[427].
- Гонсалес Рохо, Энрике (92) — мексиканский писатель и философ[428].
- Дюпон, Патрик (61) — французский танцовщик[429].
- Ивенский, Семён Георгиевич (96) — советский и российский искусствовед, директор Вологодской областной картинной галереи (1953—1973)[430].
- Кадяйкин, Евгений Семёнович (92) — советский легкоатлет, участник летних Олимпийских игр в Мельбурне (1956), советский и казахстанский тренер[431].
- Кернач, Габриэла (77) — венгерский историк искусств (о смерти стало известно в этот день)[432].
- Малиновский, Георгий Николаевич (78) — белорусский педагог, многолетний директор профессионального агролесотехнического колледжа имени К. П. Орловского. Почетный гражданин г. Могилёв[433].
- Масленникова, Маргарита Николаевна (92) — советская лыжница, чемпионка мира (1954), заслуженный мастер спорта СССР (1954)[434].
- Матвейчук, Алим Иванович (74) — советский и российский художник-постановщик кино[435].
- Митропольский, Алексей Юрьевич (78) — украинский геолог, член-корреспондент НАН Украины (2003), Заслуженный деятель науки и техники Украины (2007), сын Ю. А. Митропольского[436].
- Михайлова, Нина Васильевна (81) — советская и украинская актриса, артистка Сумского областного театра драмы и музыкальной комедии (1958—1993), заслуженная артистка УССР (1975)[437].
- Муравейко, Иван Андреевич (99) — советский, белорусский поэт[438].
- Соубридж, Джанет (73/74) — британская фигуристка, серебряный призёр чемпионата мира в Колорадо-Спрингсе в танцах на льду (1965)[439].
- Такер, Рой (69) — американский астроном, успешный первооткрыватель комет и астероидов[440].
- Тоньоли, Карло (82) — итальянский государственный деятель, мэр Милана (1976—1986), депутат Парламента (1987—1994), министр по вопросам городской среды (1987—1989) и туризма (1990—1992)[441].
- Урбан, Антон (87) — чехословацкий футболист, серебряный призёр летних Олимпийских игр в Токио (1964)[442].
- Цау, Елена (74) — молдавский литературный критик и историк литературы[443].
- Шаттлворт, Анна (93) — британская виолончелистка[444].
- Шмидт-Панкнин, Герда (100) — немецкая художница[445].

## 4 марта

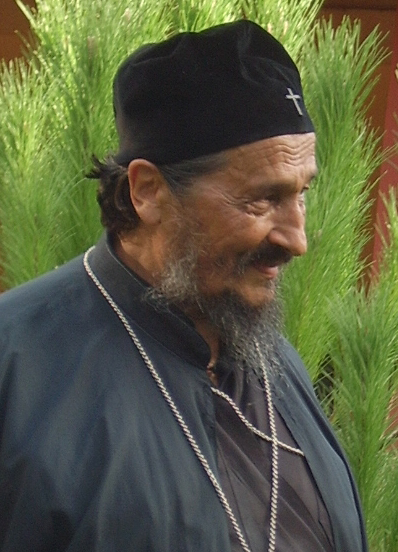
Афанасий (Евтич)

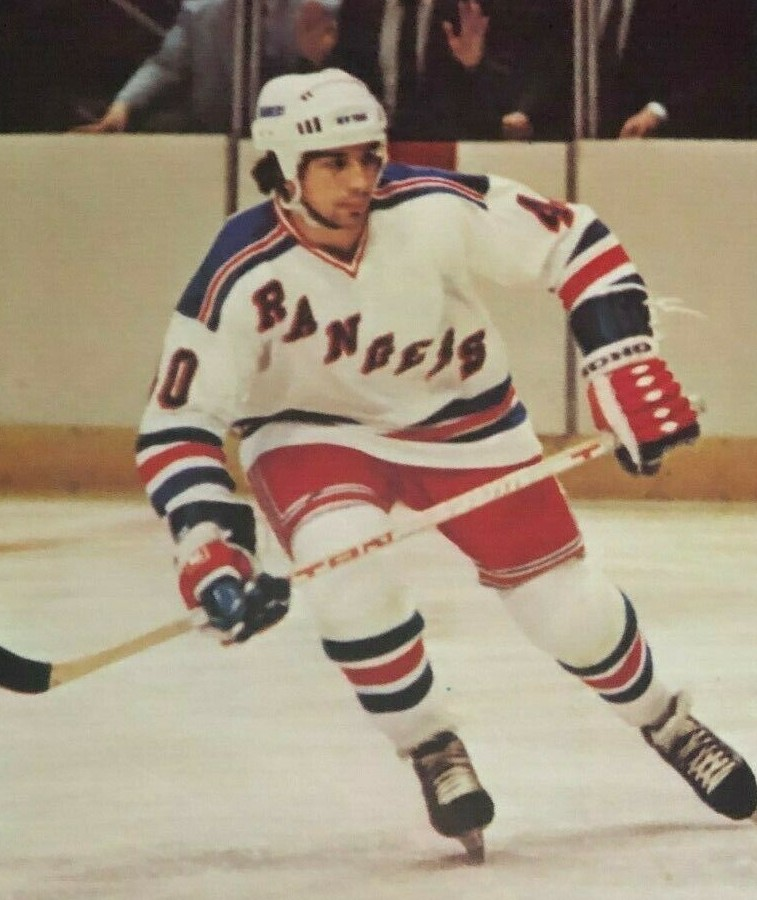
Марк Павелич

- Афанасий (Евтич) (83) — архиерей Сербской православной церкви, епископ Захумско-Герцеговинский и Приморский (1992—1999)[446].
- Бартко, Матей (46) — словацкий оперный певец[447].
- Ван ден Эйнде, Франсис (74) — бельгийский политический деятель, вице-президент Палаты представителей Бельгии[448].
- Гиншар, Полетта (71) — французский политический деятель, депутат Парламента (1997—2001), (2002—2007)[449].
- Гретцки, Уолтер (82) — канадский хоккейный тренер, отец Уэйна Гретцки[450].
- Абдул Маджид аль-Кауд (77) — ливийский государственный деятель, генеральный секретарь Высшего народного комитета Ливии (премьер-министр) Ливии (1994—1997)[451].
- Керт, Йоханнес (61) — эстонский военный и государственный деятель, командующий Силами обороны (1996—2000), депутат Рийгикогу (с 2015)[452].
- Клевенов, Хайнц (80) — немецкий киноактёр[453].
- Королюк, Алексей Поликарпович (95) — украинский радиофизик, член-корреспондент АН УССР/НАНУ (1985)[454].
- Кружнов, Андрей Эдуардович (58) — российский актёр, артист Тамбовского театра драмы (2007—2012) и писатель[455].
- Маккормик, Мозес Монвел (39) — американский видеоблогер (ютубер) и полиглот.
- Матвеев, Борис Алексеевич (82) — советский и российский актёр, артист Брянского театра драмы[456].
- Мельниченко, Сергей Григорьевич (84) — украинский актёр оперетты, народный артист Украины (2017)[457].
- Павелич, Марк (63) — американский хоккеист, чемпион зимних Олимпийских игр в Лейк-Плэсиде (1980)[458].
- Поляков, Глеб Владимирович (90) — советский и российский геолог, член-корреспондент РАН (1991; член-корреспондент АН СССР с 1981)[459].
- Потапов, Александр Серафимович (85) — главный редактор газеты «Труд» (1985—2006)[460].
- Сичинава, Тенгиз Гивиевич (48) — советский, российский и грузинский футболист и тренер[461].
- Тарасов, Марат Васильевич (90) — советский и российский поэт[462].
- Фахри, Маджид (98) — американский и ливанский исследователь исламской философии и почетный профессор философии Американского университета в Бейруте[463].
- Ханусик, Зыгмунт (76) — польский велогонщик, участник летних Олимпийских игр 1968 года в Мехико[464].
- Чизналл, Фил (78) — английский футболист, нападающий[465].
- Шиндлер, Дэвид (80) — американо-канадский лимнолог, член Национальной академии наук США (2002)[466].

## 3 марта

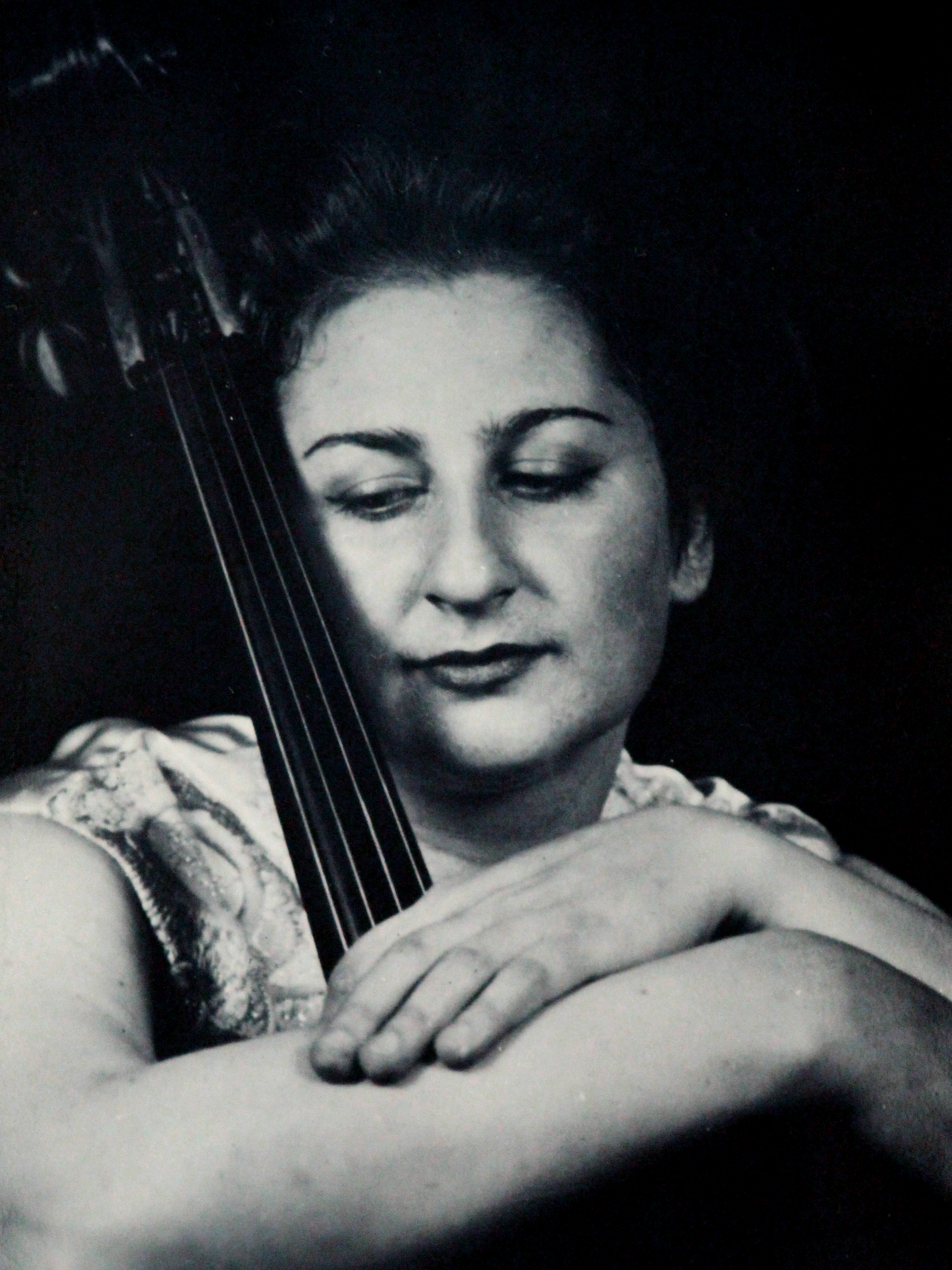
Медея Абрамян

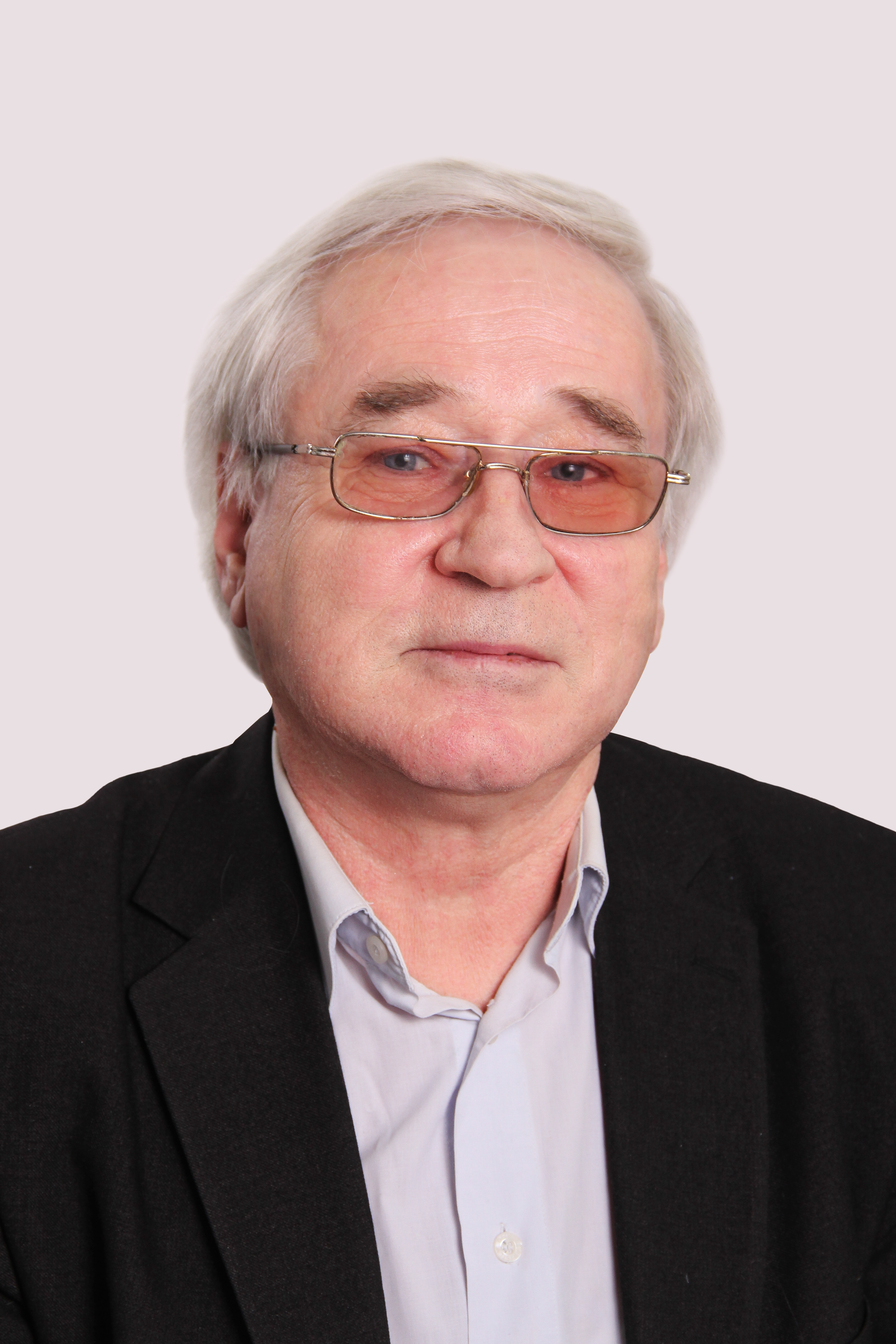
Александр Дудоров

- Абрамян, Медея Вартановна (88) — советская и армянская виолончелистка, народная артистка Армянской ССР (1980)[467].
- Айрапетов, Андрей Александрович (78) — советский и российский спортивный журналист[468].
- Альтамирано Дуке, Томас Габриэль (93) — панамский политический деятель, вице-президент Панамы (1994—1999)[469].
- Бака, Владислав (84) — польский государственный деятель и экономист, президент Национального банка Польши (1985—1988, 1989—1991)[470].
- Валериу, Мария Жозе (87) — португальская певица[471].
- Гуровиц, Йожеф (92) — венгерский байдарочник, бронзовый призёр летних Олимпийских игр в Хельсинки (1952)[472].
- Дудоров, Александр Егорович (74) — советский и российский астрофизик, исследователь Челябинского метеорита[473].
- Крокетт, Джим (76) — американский рестлинг-промоутер[474].
- Кружикова, Гелена (92) — чешская театральная актриса[475].
- Лимон, Ежи (70) — польский литературовед и театровед, директор Гданьского Шекспировского театра (с 2008), член-корреспондент Польской академии наук (2016)[476].
- Мац, Катарина (90) — немецкая киноактриса[477].
- Меламед, Ефим Иосифович (69) — советский и украинский историк-архивист, литературовед и публицист[478].
- Недялкова, Мария (60) — молдавский климатолог и метеоролог, директор Института экологии и географии АНМ, член-корреспондент Академии наук Молдовы[479].
- Поляков, Андрей Владимирович (70) — советский и российский дипломат, Чрезвычайный и Полномочный Посол Российской Федерации в Тунисе (2006—2011) и в Руанде (2013—2017)[480].
- Пэджетт, Никола (75) — британская актриса[481].

## 2 марта

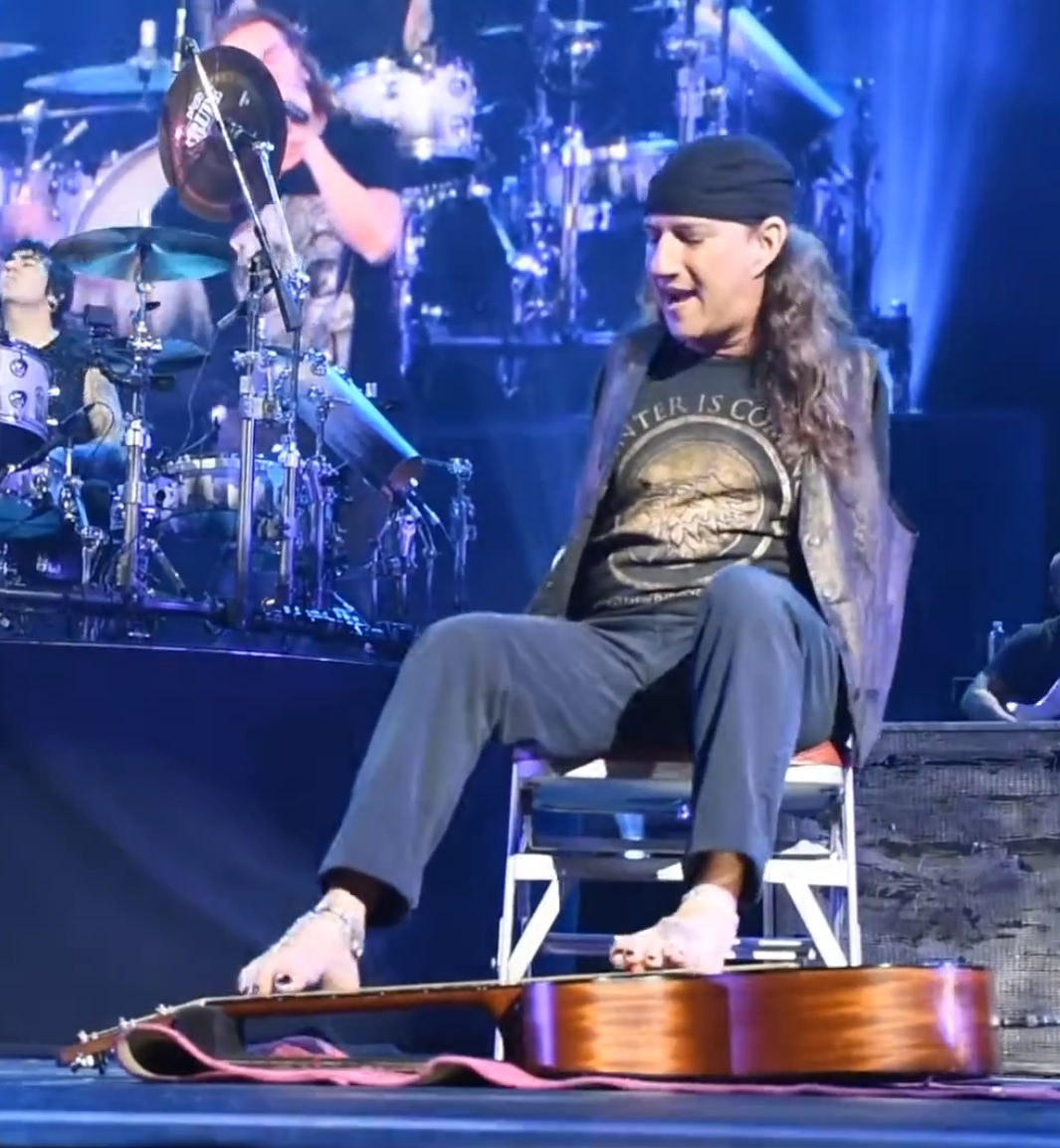
Марк Гоффени

- Барбер, Крис (90) — британский джазовый музыкант и дирижёр[482].
- Басс, Джордж (88) — американский археолог[483].
- Глазачев, Станислав Николаевич (81) — советский и российский эколог, доктор педагогических наук, ректор Волгоградского педагогического института (1980—1987)[484].
- Горшколепов, Иван Семёнович (97) — участник Великой Отечественной войны, полный кавалер ордена Славы[485].
- Гоффени, Марк (51) — американский гитарист (тело найдено в этот день)[486].
- Гроссер, Петер (82) — немецкий футболист[487].
- Егорова, Полина Фёдоровна (93) — советский педагог, директор московских школ N 290 и N 52 (1956—1983), Герой Социалистического Труда (1978)[488].
- Йохансен, Свенн (90) — датский актёр театра и кино[489].
- Капиккиони, Лучано (75) — итальянский баскетбольный менеджер[490].
- Мирзоян, Бениамин Эдуардович (64) — российский дирижёр, художественный руководитель и главный дирижёр Брянского городского эстрадного оркестра (с 1979)[491].
- Розанов, Юрий Альбертович (59) — российский спортивный телекомментатор[492].
- Синани, Анатолий Исакович (79) — доктор технических наук, заместитель генерального директора НИИП имени В. В. Тихомирова по научной работе, заслуженный конструктор Российской Федерации[493].
- Чжоу Юйлинь (98) — китайский математик, действительный член Китайской академии наук (1991)[494].
- Яблоков, Николай Павлович (95) — советский и российский криминалист, доктор юридических наук (1972), профессор кафедры криминалистики юрфака МГУ, заслуженный профессор МГУ (1998), заслуженный юрист РСФСР (1986), заслуженный деятель науки Российской Федерации (2002)[495].

## 1 марта

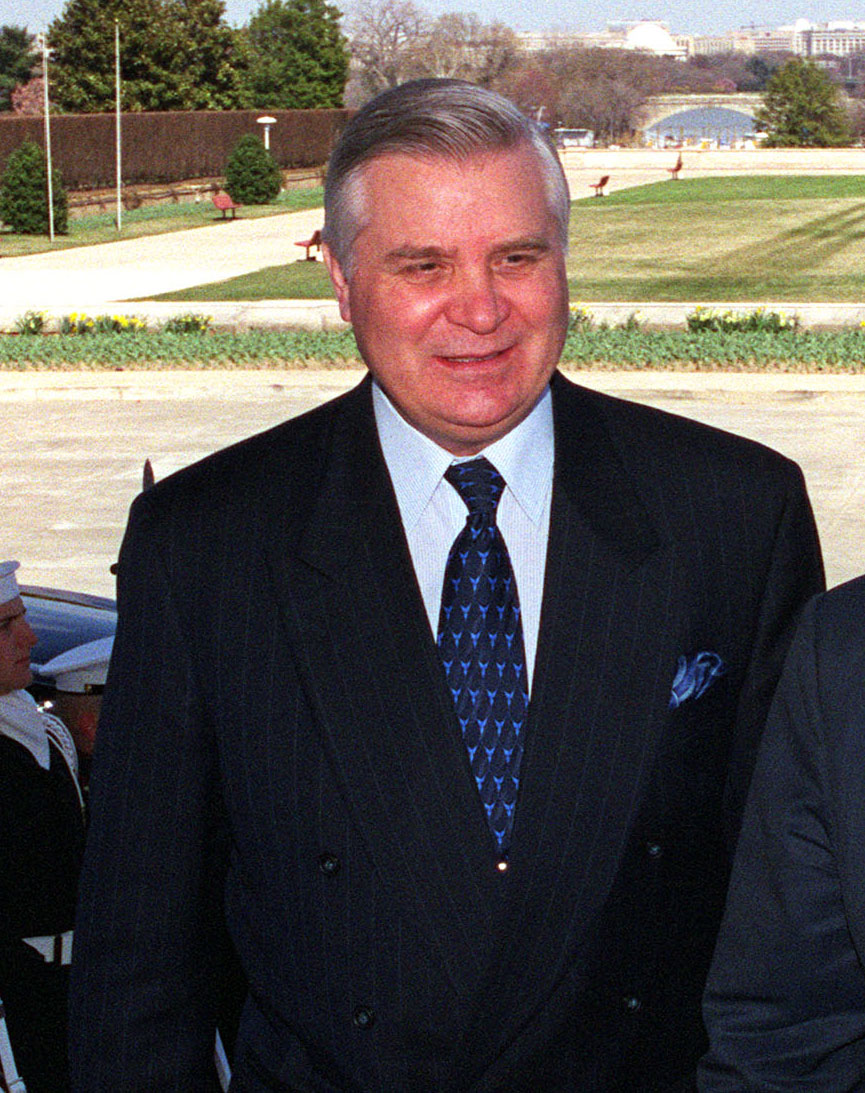
Анатолий Зленко

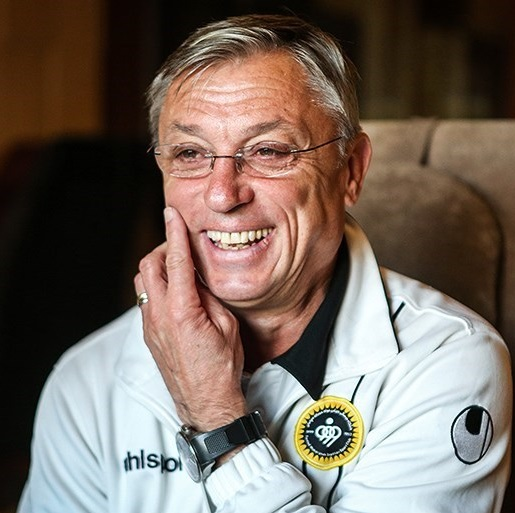
Златко Кранчар

- Бердя, Юрий (57) — молдавский рок-музыкант, барабанщик группы «Гындул Мыцэй»[496].
- Боунесс, Аллан (93) — британский историк искусства, искусствовед, директор Тейт-галереи (1980—1988)[497].
- Буравский, Николай Александрович (80) — украинский музыковед, фольклорист, народный артист Украины (1998)[498].
- Гийо, Бернар (75) — французский шоссейный велогонщик[499].
- Гулямова, Фатима Хасановна (86) — таджикская актриса театра и кино, заслуженная артистка Таджикской ССР (1990)[500].
- Дуррани, Эджаз (85) — пакистанский киноактёр и кинопродюсер[501].
- Зленко, Анатолий Максимович (82) — украинский государственный деятель, министр иностранных дел Украины (1990—1994 и 2000—2003)[502].
- Кеворков, Георгий Степанович (65) — советский и армянский кинорежиссёр, сын С. А. Кеворкова[503].
- Косарев, Борис Афанасьевич (69) — советский хоккеист, советский и белорусский хоккейный тренер[504].
- Крайка, Агим (83) — албанский композитор[505].
- Кранчар, Златко (64) — югославский и хорватский футболист, хорватский футбольный тренер[506].
- Ларицца, Пьетро (85) — итальянский профсоюзный деятель, глава Итальянского трудового союза, сенатор (2007—2008)[507].
- Наннини, Андреа (76) — итальянский баскетболист, участник летних Олимпийских игр 1976 года в Монреале[508].
- Немет, Янош (87) — венгерский юрист, председатель Конституционного суда Венгрии (1998—2003)[509].
- Петеров, Николай Владимирович (75) — советский и российский театральный деятель, художественный руководитель Калининградского областного театра драмы (1997—2008), народный артист Российской Федерации (1997)[510].
- Розмус, Анджей (53) — польский актёр театра и кино[511].
- Савович, Миленко (60) — югославский и сербский баскетболист[512].
- Сан Франсиско, Энрике (65) — испанский киноактёр[513].
- Сент-Джон, Иан (82) — шотландский футболист[514].
- Синода, Токо (107) — японская художница[515].
- Скоромникова, Марина Петровна (84) — советская и российская театральная актриса, народная артистка РСФСР (1988)[516].
- Студенецкий, Михаил Владимирович (86) — советский баскетболист, серебряный призёр летних Олимпийских игр в Мельбурне (1956), заслуженный мастер спорта СССР (1956)[517].
- Эммануил (Сигалас) (67/68) — иерарх Элладской православной церкви, митрополит Полианийский и Килкисийский (с 2009)[518].